# 강희제

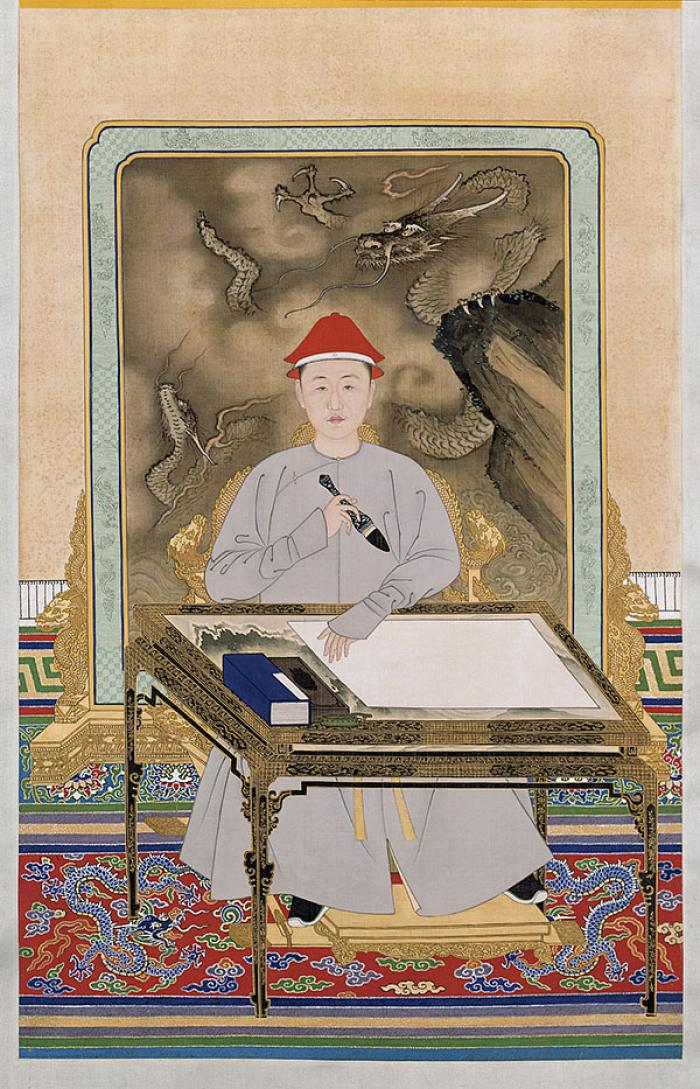
서예를 연습하는 소년 헌엽

강희제(康熙帝, 1654년 5월 4일(음력 3월 18일) ~ 1722년 12월 20일(음력 11월 13일))는 청나라의 제4대 황제(재위 1661년 ~ 1722년)이자, 1644년 명나라가 멸망한 직후 청 제국이 산해관을 넘은 뒤 자금성에서 청 제국의 군주가 천명을 상실한 명나라의 주씨를 대신하여 중국의 새로운 수명천자(受命天子)가 되었음을 선언한 이래 두 번째 황제이다.
성과 휘는 아이신 교로 효완예이(玄燁, 만주어: ᠠᡳᠰᡳᠨ
ᡤᡳᠣᡵᠣ
ᡥᡳᡠ᠋ᠸᠠᠨ
ᠶᡝᡳ Aisin Gioro Hiowan yei), 묘호는 성조(聖祖, 만주어: ᡧᡝᠩᡯᡠ Šengdzu), 시호는 합천홍운문무예철공검관유효경성신중화공덕대성인황제(合天弘運文武睿哲恭儉寬裕孝敬誠信中和功德大成仁皇帝, 한국어 한자음으로 듣기 (도움말·정보), 중국어로 듣기 (도움말·정보) )이며, 짧은 시호로는 인황제(仁皇帝, 만주어: ᡤᠣᠰᡳᠨ
ᡥᡡᠸᠠᠩᡩᡳ Gosin Hūwangdi)이다. 연호는 강희(康煕, 만주어: ᡝᠯᡥᡝ
ᡨᠠᡳ᠌ᡶᡳᠨ Elhe Taifin, 몽골어: ᠡᠩᠬᠡ
ᠠᠮᠤᠭᠤᠯᠠᠩ Engqe Amuγulang)이다. 청 제국의 제3대 황제인 순치제의 셋째 아들인 그는 순치제의 후궁 출신인 효강장황후 퉁갸씨(孝康章皇后 佟佳氏)의 소생으로서 자금성에서 태어난 첫 청 제국 군주이기도 하다.
1661년(순치 18년) 부친인 순치제가 천연두로 붕어하자, 여덟 살의 어린 나이에 황제로 즉위하여 1722년(강희 61년)까지 61년간 재위함으로써 청나라 역사상 가장 긴 재위기간을 가진 황제이다.
강희제는 60년간의 통치를 통해 청 제국의 성장과 안정에 비범한 개인적 영향력을 발휘했다. 청 제국을 근세(근대 초기)의 제국들 가운데 가장 큰 국가로 만든 것은 대체로 그의 굉장한 지적 능력, 정치적 직감, 체력 덕댁이었다고 평가된다. 또한, 황후 4명 등 총 64명의 후비(后妃)와 잉첩(媵妾)을 거느려서 청 제국의 역대 황제 중 가장 많은 후궁을 둔 황제이며 아들 35명과 딸 20명을 두어 중국 역대 황제 중 가장 많은 자식들을 둔 황제이기도 하다.

## 생애

### 어린 시절
1654년(순치 11년) 5월 4일 북경 자금성의 동쪽 후궁 동육궁 중 하나인 경인궁(景仁宮)에서 순치제의 후궁인 강비 동가씨에게서 태어났다. 현엽은 강비 동가씨의 유일한 소생이라, 태어나면서부터 경인궁에서 어머니에게 금지옥엽처럼 키워졌다. 현엽은 어릴 때부터 학문에 남달라 책을 읽으면 바로 암송하고 그 뜻을 능히 꿰뚫어 즉시 풀이하였고 궁술에 뛰어나 말을 타면서 토끼를 바로 쏘아 맞히는 등 문무를 겸전하여 부황 순치제와 조모인 소성태후의 총애를 받았다. 5살 때부터 제대로 황자들이 배우는 학문을 배우는데, 인시(寅時, 새벽 4시)에 일찍 일어나 부황과 조모 그리고 적모(嫡母)인 황후, 모비에게 문안을 올리고 진시(辰時, 아침 8시)에 나가 밤늦은 술시(戌時, 저녁 8시)까지 문연각에서 스승의 지도 아래 공부하였다.
7살 때인 1660년(순치 17년)에 자신의 이복동생이자 순치제의 4남 이 죽자 뒤이어 황태자 자리에 올랐으나 공식적으로 선포되지 않았다. 현엽이 황태자에 지명된 이유는 어머니 동가씨가 승은공 동도라의 딸로 개국공신 집안 출신이고 당시 순치제의 황후였던 효혜장황후가 아들이 없자 총명한 현엽을 눈여겨보던 순치제는 그를 황태자로 삼은 것이다. 순치제는 억지로 혼인한 효혜장황후를 멀리하였고 오히려 동악씨를 총애하여 현비(賢妃)로 삼아 하루도 빠짐없이 그녀가 사는 승건궁(承乾宮)을 찾았다.
그 해 11월에 자금성 안에 천연두가 퍼지고 현비 동악씨가 천연두에 걸리자 순치제가 총애하던 현엽을 동악씨의 양자로 주려 했으나, 효장태후와 생모인 동가씨가 황위 계승자인 현엽이 천연두에 옮을 것을 염려하였기에 이에 완강히 반대하여 실패하였다. 그러나 현엽이 갑자기 천연두에 걸려 사경을 헤맸으며 다행히 얼마 안 되어 나았다. 그리고 두 달 뒤인 1660년(순치 17년) 12월, 동악씨는 결국 차도가 보이지 않고 죽자 순치제는 즉시 동악씨를 효헌단경황후(孝獻端敬皇后)로 추서하고 태묘에 그 신주를 모셨다. 그리하고 나서, 순치제는 이례적으로 자신이 총애하던 태감을 오대산에 있는 청량사(淸凉寺)에 보내어 동악씨의 명복을 빌게 하였다.
동악씨는 출신이 높은 귀족 집안이 아닌데 황후에 봉해지고, 서출 출신의 죽은 황자가 이례적으로 황태자의 작위를 받자 만주족과 한족 대신들의 반대가 매우 컸다. 반대가 심하고 황태자였던 자신의 4남을 잃은 슬픔까지 겹쳐 순치제는 1661년(순치 18년) 1월 하순, 제위에서 물러나 이미 자신의 태감이 있는 오대산 청량사로 출가하고, 주지 옥림수(玉林秀)에게서 행치(行痴)라는 법명을 받았다.
당시 대신들은 순치제에게 빨리 돌아오라 종용하였으나 순치제는 끝내 듣지 않고 머리카락을 자르기까지 하였다. 〈세조장황제실록〉에 따르면 순치제는 다시 황궁으로 돌아왔고 회궁 도중 천연두에 걸려 1661년(순치 18년) 2월 5일 24세의 나이로 붕어하여 황위가 유고 상태가 되었다. 당시 황태후이자 순치제의 어머니 효장태후는 순치제가 붕어하자 매우 놀라며 국가 비상사태를 선포하고 조정의 최고 신료인 영시위내대신(領侍衛內大臣) 6인과 각지의 친왕·군왕들을 불러들였다. 그 중 미리 지어진 유조에 따라 조정의 수장인 정황기 출신의 감국대신 겸 이부상서 색니, 양황기 출신의 병부상서 오배, 정백기 출신의 형부상서 소극살합, 역시 양황기 출신의 호부상서 알필륭에게 일단 황궁을 봉쇄하고 궁인들에게 입단속을 하게 하였다.
조정은 그 해 2월 7일에 순치제의 붕어를 공식 발표하였고, 국상을 준비하였다. 2월 17일에 효장태후는 순치제에게 세조(世祖)라는 묘호와 장황제(章皇帝)의 시호를 올리고 순치제의 시신을 효릉(孝陵)에 안장하였다. 뒤이어 순치제의 유조를 낭독하니 현엽을 황태자로 책봉하라 쓰여있었다. 유조의 내용은 이러하였다.
| “ | 짐의 아들인 강비 동가씨 소생의 제3황자 현엽은 연치가 겨우 8살이나 그 용모가 단정하고 영민하니 이 나라 종묘사직을 감당할 수 있을 것이다. 고로 현엽을 황태자에 책봉하여 다음 황제에 올리도록 하라. 27일 동안 상복을 입다가 그 뒤 옷을 대례복으로 갈아입고 즉위식을 치르도록 하라. 특히, 영시위내대신 색니, 소극살합, 알필륭, 오배는 조정의 원훈이자 개국공신으로 짐이 언제나 신뢰하던 대신들이니 충성을 다하여 신제를 보좌하고 정무를 처리하라. | ” |

이에 따라 8살의 황태자 현엽을 청나라의 새 황제로 추대하니 이가 청나라의 제4대 황제인 성조 강희인황제(聖祖康煕仁皇帝)이다. 어머니 강비 동가씨를 황태후에, 당시 순치제의 황후였던 효혜장황후 역시 황태후로 격상하고, 조모인 효장태후는 태황태후로 격상하였으며 이듬해인 1662년에 연호가 순치(順治)에서 강희(康煕)로 바뀌었다. 이 새로 정한 연호인 강희의 ‘강’(康) 자는 안녕과 평화, ‘희’(煕) 자는 조화와 흥성을 뜻하므로, 강희는 바로 평화로운 조화를 뜻한다.
만약 효장태후가 빨리 영시위내대신을 부르지 않고 수수방관하였다면, 황궁에 보위를 놓고 쟁탈전이 일어났을 수도 있었다. 그러나 효장태후는 이를 신속히 대처하고 황태자 현엽을 제위에 올려 화를 막을 수 있었다. 황위에 오를 당시 정치적으로 매우 급변적이던 상황과 8살이라는 정치를 하기에는 너무나도 어린 나이가 악재로 작용하여 제왕학 수업도 제대로 받지 않은 채 즉위하였으나 자신이 평생 황제로 살아야 할 그 운명을 받아들이고 틈틈이 제왕학 수업을 지속하면서 일찍 정치를 깨닫기 시작하였다.
1662년(강희 원년)에 중국 서남부 운남으로 쫓겨가 겨우 명맥만 유지한 남명(南明)의 황제 영력제가 청군 및 평서왕 오삼계에게 버마에서 처참히 죽임을 당해(6월 1일, 음력 4월 15일), 명나라의 황통을 이어받고 청나라에 비협조적인 여러 한족에게 은밀히 지지받던 남명은 명나라 멸망 후 18년 만에 이렇게 멸망하였다.

### 친정과 오배의 난

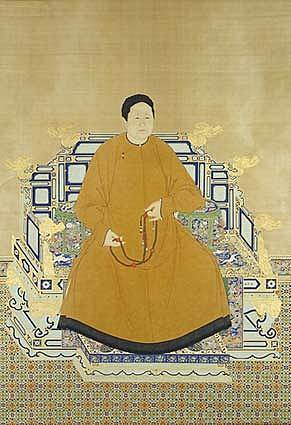
효장태황태후

강희제는 8살의 어린 나이에 즉위하였기 때문에 아직 친정은 할 수 없었다. 본래 어린 황제가 즉위하였으면 황태후나 태황태후가 수렴청정하는 것이 관례였으나, 이미 황태후였던 자화황태후(慈和皇太后), 즉 강희제의 생모인 효강장황후 동가씨는 강희제가 등극한 지 얼마 안 되어 병에 걸리고 2년 만인 1663년(강희 2년)에 24세의 나이로 요절한다. 다른 황태후이며 강희제의 적모인 인헌황태후(仁憲皇太后), 즉 순치제의 황후인 효혜장황후는 황태후 서열로는 효강장황후보다 위였으나 엄연히 위에 시어머니인 효장태황태후가 있어서 수렴청정할 권한은 쥘 수 없었다. 대신들 사이에서 수렴청정할 것이라 예상하던 효장태황태후는 수렴청정을 직접 하는 대신 네 명의 보정대신들에게 정책 최고 의결권을 내렸다. 그리하여 보정대신들이 그를 보필하였다.
보정대신들은 어린 황제가 훗날 환관들에게 농락될까 봐 순치제 때 설치된 명나라의 동창(東廠, 환관의 수뇌부이며 황제 직속 정보기관)과 비슷한 기구인 십삼아문(十三衙門)을 폐지하여 환관들을 정무에서 축출하고 원래 순치제 때 폐지된 내무부를 다시 설치하여 황제에게 충성스러운 만주족 충복들로 하여금 환관들을 대신하게 하였다. 보정대신은 모두 꽤 상당한 권력을 누렸으나, 그중에서도 병부상서 오배가 제일 권력이 막강하였다. 오배는 백성들의 땅을 불법으로 획책하는 등 갖은 전횡을 일삼았다. 하지만 병권을 틀어쥐고 있어서 오배에 비해 세력이 미약한 대신들이나 아직 친정을 시작하지 못한 강희제는 어찌할 도리가 없었다. 일단 강희제는 오배의 눈 밖에 나지 않으려고 일부러 장정들을 불러 몽골 씨름을 하도록 하였다. 또한, 틈틈이 제왕학 수업을 잊지 않고 배웠다. 강희제의 그 스승이 바로 명나라의 마지막 진사시(進士試)에서 장원을 한 제세(濟世)였다.

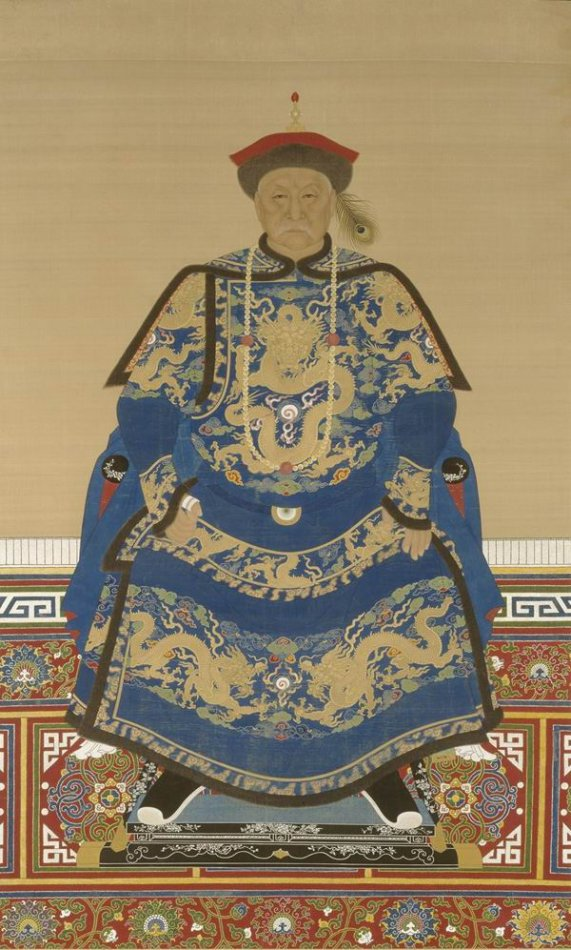
오배

강희제는 오배를 견제하기 위해 또 다른 보정대신인 색니의 손녀를 황후로 맞아들이기도 하였다. 그녀가 바로 강희제의 정궁황후이며 첫 번째 황후인 효성인황후 혁사리씨다. 1667년(강희 6년) 7월 14살이 된 강희제는 조상의 예법에 따라 친정을 시작하였고 성인 의례와 함께 정식 즉위식을 치렀으나, 그 해에 자신을 보호해준 색니가 소극살합에게 강희제를 돌봐 달라는 말을 남기고 죽는다. 소극살합이 권력을 잡으려 하였으나 이에 위기감을 느낀 오배는 소극살합에게 날조된 역모죄를 뒤집어씌워 교수시키고 자신이 조정의 전권을 장악하였다. 오배는 소극살합을 죽이는 과정에서 이에 반대하는 강희제를 강압하여 결국 자신의 뜻을 관철시켰다. 강희제는 아직 오배의 세력에 대응할 수 없어 굴복하고 말았다. 오배의 이러한 행동은 분명 군주 기만죄(기군죄)였으나 아직 힘이 약한 강희제는 그를 그냥 내버려 두었다. 다른 보정대신인 알필륭은 오배의 편에 붙었으나 오배의 전횡을 부추기지도 그렇다고 비난하지도 않았다.
선황 순치제의 유조를 받은 고명대신 중 한 명인 소극살합을 죽이고도 계속 더 많은 횡포를 일삼는 오배를 보고 강희제는 군사를 이끌고 선수를 치려 했다. 그러나 조모인 효장태황태후가 이를 말리고 사태를 지켜보라 일렀다. 하루는 소극살합을 죽인 오배가 병을 핑계로 두문불출하는데 강희제가 문병을 갔다. 오배는 강희제에게 위문을 받은 뒤 다시 자리에 누우려 할 때, 그의 품 속에서 단도가 발견되었다. 강희제는 만주족이 자신을 보호하기 위해 단도를 찬 것은 조상들로부터 내려온 전통이라며 아무렇지도 않은 표정을 지었으나, 분명 오배가 선수를 틈타 자신을 죽이려 한 것을 안 강희제는 치밀하게 오배를 제거하기 위한 작전을 본격적으로 세웠다.
강희제는 색니의 아들 색액도(索額圖) 등을 규합하여 무술 수련을 한다는 명목으로 선복영이라는 이름의 친위병을 양성하였다. 1669년(강희 8년) 5월 16일 오배가 궁정에 알현하려 오자 강희제는 기회를 틈타 선복영을 앞세워 오배를 체포하였다. 강희제는 오배가 군주기만죄인 기군죄 등 30개의 대죄로 30번 처형되어야 마땅하지만 선황인 태종과 세조를 전투에서 온몸으로 막은 공을 참작하여 가산을 적몰하고 목숨만 보전하게 하고 유배형을 내렸다. 그러나 언제 다시 반기를 들지 모른다는 여러 대신들의 주장으로 귀양을 보내기도 전에 결국 사약을 받아 처형되었다. 강희제는 오배의 죽음으로 뒤숭숭한 조정에 색니의 차남 색액도를 대신으로 삼아 조정을 안정시켰다. 이로써 강희제는 진정한 친정을 하게 되었으며, 신하들에게 막중한 권한을 맡기지 않고 강력한 황권을 확립하기에 이른다.

### 삼번의 난

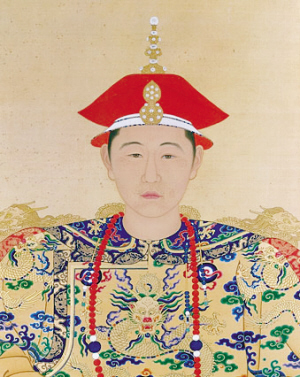
청년 시절의 강희제

오배를 축출한 이후, 강희제는 오배보다 더 막강한 세력인 삼번(三藩)을 염려하기 시작하였다. 원래 번(藩)은 청나라의 특수 행정구역으로 주로 변방에 설치되었는데, 그중에서도 삼번은 남명에 대비한 것으로 운남, 귀주 지역을 담당한 평서왕 오삼계, 광동의 평남왕(平南王) 상가희(尙可喜), 복건의 정남왕(靖南王) 경중명이 관할하였다. 이들은 모두 한족 출신이었으나, 순치제 때 청나라의 중국 통일을 크게 도와 번왕에 책봉됨과 동시에 막강한 군사권과 남해에서 다른 나라들과의 무역으로 엄청난 돈을 축적하고 있었다. 강희제가 친정을 시작할 무렵 정남왕의 직위는 경중명의 손자 경정충(耿精忠)이 승계하였다. 강희제 즉위 무렵에는 이미 남명이 멸망하고 반청 세력이 일소된 상황이었으나 삼번은 여전히 막강한 세력을 유지하고 자신이 다스리는 지방에서의 행정권, 사법권까지 모두 가지고 있었다. 삼번이 사실상 독자적인 정치세력으로 성장하자 중앙집권제를 강화하려는 청나라 조정과의 대결을 피할 수 없게 되었다. 특히, 오삼계는 삼번왕 가운데 품계가 가장 높았고 홍타이지의 막내딸이자 강희제의 막내 고모인 화석건녕공주를 며느리로 둔 황실 인척이어서 쉽게 통제할 수도 없는 위치에 있었다. 또한 조정이 걷은 세금 가운데 백은 2천만냥이 오삼계에게 제공되었는데 이는 국가 총 수입의 절반이 넘는 양이었기 때문에 중앙 정부인 조정의 재정에 부담을 주는 원인이 되었다.
평남왕 상가희는 아들 상지신과 불화를 겪자 고향인 요동으로 돌아가고자 은퇴를 요청하며 자신의 작위를 아들에게 물려달라고 상소하였다. 청나라 조정은 은퇴는 허락하지만 작위의 세습은 불허하였다. 이러한 조치는 스스로를 독자적 정치세력으로 여기고 있던 삼번의 왕들에게 충격을 주었고, 오삼계와 경중명은 조정의 진의를 확인하기 위해 모두 은퇴를 요청하였다. 조정은 이들이 모반을 일이키려한다고 판단하여 대책을 논의하였다. 강희제는 철번을 승인하여도 모반할 것이고 불허하여도 모반할 것이라면 일찌감치 모반을 확인하는 것이 좋다는 이유로 삼번의 철번을 명하였다. 1673년(강희 12년) 7월 철번의 명이 내려지자 오삼계 등은 모반을 결정하였고 그 해 11월 오삼계는 명나라의 갑옷을 입고 영력제의 능에서 반청복명(反淸復明)을 이유로 거병하였다. 그러나, 영력제를 죽인 사람이 다름 아닌 오삼계 자신이었기 때문에 모반의 명분은 공감을 얻지 못하여 명나라 황족을 옹립하지는 못하였다. 삼번의 난이 일어나자 중원 이남은 물론이고 섬서 몽골 등 여러 지역의 반청세력이 가담하여 전란이 확대된 후 삼번의 난은 9년 동안 계속되었다.
강희제는 오삼계에게 조정에 진출해 있던 오삼계의 장남이자 평서왕세자 오응웅을 건네줄 테니 회군하라 권유하였으나 삼번 연합군은 이를 듣지 않고 계속 진군하였다. 그리고 얼마 뒤에 오응웅과 그 아들 오세림은 체포되어 참수되었다. 한편, 평남왕 상가희는 오삼계의 호응 요청을 거절하고 이를 강희제에게 알려 자신의 결백함을 입증하고자 했으나, 이에 반발한 아들 상지신이 상가희를 연금시키고 오삼계와 합류하였다.

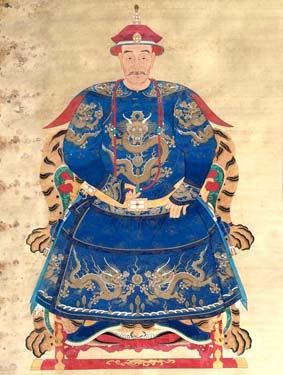
평서친왕 오삼계

3개월 내에 삼번 연합군은 중국 남부를 거의 점령하였고, 지금의 섬서성과 하남성까지 진군하였다. 섬서와 하남 지역을 지키는 녹영의 장군들은 거의 삼번에게 협조적이어서 삼번 연합군의 진군에 큰 저항은 없었다. 그 군세가 엄청나 몽골의 칸들이 반역자인 오삼계에 대항하기 위해 지원을 해주겠다 하였으나 강희제는 이를 거절하고 자신의 힘으로 국난을 헤쳐가려 하였다. 그러나 오삼계는 돌연 북경으로 향하는 군사들의 진군 속도를 늦춘다. 청나라 조정의 군사를 너무 만만히 봐서 거만해졌기 때문이다.
당시 섬서성, 감숙성을 관장하던 제독인 왕보신은 오삼계의 삼번 연합군을 잘 막았으나, 오삼계를 물리쳤다는 자신을 역시 너무 과신하여 조정에 반대하고 독자 세력을 구축하였다. 그러나 뒤이어 양기륭(楊起隆)이란 사람이 자신을 명나라의 마지막 황제 숭정제의 셋째 아들인 주자형(朱慈炯), 즉 주삼태자(朱三太子)로 자칭하고 사람을 모아 북경을 몰래 기습하였고 강희제는 효장태황태후를 모시고 옛 수도 성경(盛京)으로 도망가려 하였다. 그러나 양기륭이 북경에 쳐들어올 것이란 정보를 알아챈 청군이 양기륭의 군대를 기습 공격하여 와해하였다. 삼번의 난 역시 곧 시간이 갈수록 물자가 많은 조정에 유리해져 갔고, 곳곳에서 도해(圖海)·주배공(周培功) 등 훌륭한 장수들과 팔기군의 활약으로 나태해진 삼번의 군사들을 대파할 수 있었다. 강희제는 삼번의 군사들을 물리치는 데 한족 장수들을 대거 등용하였다. 이들 한족 장수들은 만주족이 잘 모르는 삼번의 약점들을 잘 알아 더욱 손쉽게 격파할 수 있었다. 그 때문에 1676년(강희 15년) 상가희의 아들 상지신은 겁을 먹고 자살하고 경정충이 관군에 항복하였다. 그러나 경정충은 곧 청군에게 끌려와 1681년(강희 20년)에 반역에 공모한 죄로 사형당한다.
1678년(강희 17년)에 삼번의 맹주 오삼계는 스스로 황제를 칭하고 국호를 주(周), 연호를 소무(昭武)라고 하였으나 노환으로 그 해 8월에 죽었다. 이로 말미암아, 오삼계군의 군세는 크게 약해졌고, 1681년(강희 20년)에 오삼계의 손자이자 오씨의 주나라, 즉 오주(吳周)의 두 번째 황제인 오세번이 곤명(昆明)에서 자살을 하고 청군이 곤명을 함락시킴으로써 9년에 걸친 삼번의 난은 끝이 났다. 이 반란 이후에 강희제는 번 제도 자체를 폐지하고 친왕들과 군왕들에게 최소한의 사병만을 남겨두고 나머지는 모두 녹영이나 팔기군에 배속시켜 친왕들의 군 지휘권을 거의 뺏어 버렸다. 이 반란은 강희제의 황권과 군 통수권을 더욱 강화하였다.
한편, 청나라는 조선의 내정에 간섭하지는 않았으나 역대 중국 왕조와 같이 사대관계에 의해 번국에 준하여 대하였고, 삼번의 난이 일어나자 조선의 북벌론을 문제삼으려는 움직임을 보였다. 이에 숙종은 청나라를 안심시키기 위해 남인 정권을 물리치고 대표적인 북벌론자 윤휴를 처형하는 고육책을 써야 했다. 삼번의 난 중에 조선은 큰 기근이 들었는데 강희제는 1671년(강희 10년, 현종 12년) 조선에서 온 동지사 복선군 이남에게 다음과 같은 말을 전하였다.
| “ | 너희 나라 백성이 빈궁하여 살아갈 길이 없어서 다 굶어 죽게 되었는데 이것은 신하가 강한 소치라고 한다. 돌아가서 이 말을 국왕에게 전하도록 하라. | ” |

흔히 군약신강(君弱臣強)이라고 하는 이 말은 당시 조선의 왕권이 약하고 신권이 크다하여 청나라가 조선을 비웃는 말로도 사용되었다.

### 대만 복속

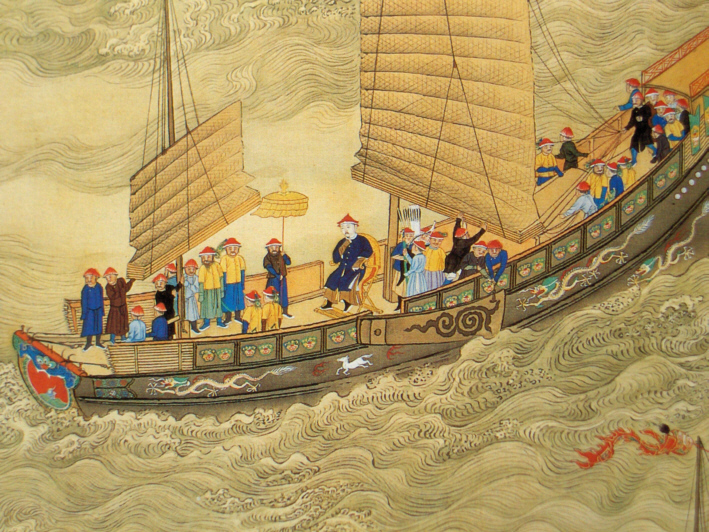
배로 순행 길에 오른 강희제

삼번의 난을 끝으로, 중국 본토는 일단 잠잠해졌다. 그러나 오직 대만, 팽호 제도, 금문, 하문 등 동남 36개 섬들이 아직 청나라의 소속이 아니고 대만 호족인 정성공이 통치하고 있었다. 정성공은 남명의 융무제에게서 연평군왕(延平郡王)의 작위를 받고 명나라의 황실 성씨인 주(朱)씨의 성을 하사받고 국성야(國姓爺)로 불렸다. 1662년(강희 원년)에 정성공이 사망하자 장남인 정경이 뒤를 이어 지배하고 있었다. 대만 군사들은 삼번의 난 때부터 때때로 본토로 쳐들어와 해안가 마을을 약탈하고 백성들을 죽이는 등 피해가 났다. 청나라 수군이 여러 차례 대만 수군과 해전에서 싸웠으나 바다에서 노련하고 네덜란드의 기술을 받아들였으며 함선까지 빠른 대만 수군에게 속수무책으로 당하였다.
한편, 대만에서 네덜란드를 몰아내고 정씨 왕조가 들어서자 청나라를 등진 많은 사람들이 대만으로 건너갔다. 대만은 땅이 비옥하고 물산이 풍부하여 많은 사람들을 받아들일 여력을 갖고 있었다. 강희제는 대만의 반란을 우려하여 대만과 가까운 광동, 복건, 강소, 절강 등 동남 4성의 주민들을 해안에서 30리 이상 떨어진 곳으로 옮기며 동남 4성과 대만의 무역을 금지하는 해상 금지령을 선포하여 대만을 고립시켰다. 하지만, 이 해상 금지령도 청나라 쪽에 피해가 컸다. 당시 해안가 주민들은 대만과 무역을 하며 생계를 유지했기 때문이다. 이 때문에, 해안가 주민들을 내륙으로 옮길 때, 이들의 불만이 컸으나 강희제는 특별히 이들에게 세금을 3년간 전부 면제하고 내륙에서 살 돈까지 줘서 무마시킬 수 있었다.
대만은 원래 정성공 사망 이후부터, 정경을 비롯한 정성공의 친족들이 후계자 쟁탈로 사정이 매우 피폐해져 있었다. 이 사이에 정경은 사망하고 그의 아들들인 정극장과 정극상이 연평군왕 자리를 놓고 싸워 결국 정극상이 왕위에 올랐다. 강희제는 과거 정경의 부하였던 시랑(施琅)을 수군 총제독으로, 중국 동남부와 대만 쪽 전문가였던 당시의 복건 순무인 요계성(姚啓聖)을 병부상서 급의 권한을 가진 복건, 절강 총독으로 삼아 대만을 점령할 작전을 세웠다. 강희제는 잘 훈련된 팔기 수군과 서양 선교사로부터 자문을 구해 만든 최신식 대포를 동원하여, 대대적으로 대만을 공격하였다. 청군의 대대적인 공격과 그에 따른 대만 상륙에 결국 정극상은 1683년(강희 22년) 7월에 변발과 호복 차림으로 청에 항복하여 강희제는 진정한 중국 통일을 달성하였다. 강희제는 대만의 민심을 의식하여 관용을 배풀어 이들을 반란 세력이 아닌 과거 왕조에 대해 충절을 바친 것으로 규정하여 정극상을 한군공(漢軍公)에 봉하는 한편, 정성공에게 충절이란 시호를 내렸다.

### 러시아와의 갈등
청나라는 1639년(숭덕 4년)부터 1643년(숭덕 8년)에 걸쳐 아무르강(흑룡강) 일대 원주민들(예벤키족, 다우르족 등)에 대한 군사행동을 실시하여 그들을 복속시켰다. 1643년 겨울에 바실리 콜랴코프의 코사크 기병대가 흑룡강 유역에 나타나기 시작했고, 1650년대에는 예로페이 하바로프와 아무르 원주민들 사이의 충돌이 일어났다. 루스 차르국은 1655년 "아무르 지역 군사총독"을 임명했다. 이렇게 러시아와의 국지적 충돌이 계속되자 순치제 때 청나라는 러시아와 국경을 마주한 조선에 러시아와 싸울 군사를 요청하였다. 조선은 1654년(순치 11년)과 1658년(순치 15년)에 군사를 두 번 파병하여 러시아군과 싸웠는데, 이것이 조선의 나선 정벌이다.

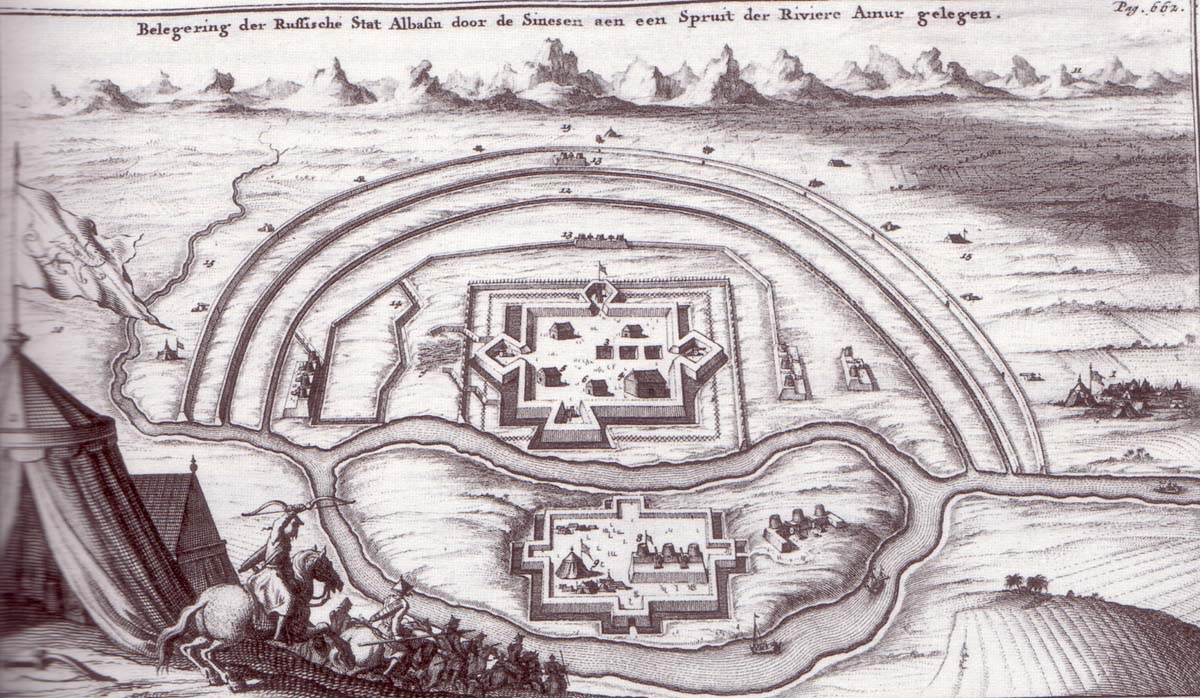
1685년 알바진 공성전

이렇듯 강희제 치세 이전부터 러시아는 군대를 동원하여 만주로 내려오곤 했다. 나선정벌 이후 30여 년 뒤, 러시아는 계속 청나라의 동북쪽을 침략하였고 일부는 북만주에 주둔한다. 러시아인들은 시베리아와 만주의 토착민에 대해 약탈과 부녀자 강간, 살인을 일삼곤 하였는데, 러시아 측에서는 이를 주변 야만인과의 싸움으로 여겼고, 청나라의 북만주 주민들은 이러한 러시아인들을 생사람을 잡아먹는 나찰이라 불렀다. 강희제는 이에 분노하여 러시아에 사과를 요구하였고 러시아는 그에게 선물을 보내며 통상 자유의 의사를 밝혔다. 그러나 러시아가 계속 쑹화강(송화강)까지 세력을 넓히려 하자, 강희제는 먼저 국경에 애혼성(愛琿城, 아이훈 성)을 쌓았으나 계속 러시아가 야욕을 드러내자 그에 강경책을 써서 러시아의 국경 요새인 아르바진을 공격하였다. 아르바진을 점령하였으나 러시아군은 물러나지 않고 뺏긴 아르바진 요새를 수복하려 하였다.
그리하여 청군과 러시아군이 아무르강 부근에서 국지적으로 싸우고 휴전하기를 반복한 뒤에, 1689년(강희 28년)에 강희제는 영시위내대신이자 자신의 처숙(妻叔)인 색액도를 흠차대신으로 명하여 러시아와 협상을 보게 하였다. 러시아와 청나라 대표가 네르친스크에서 만나 헤이룽강의 지류인 고르비트사강과 스타노보이산맥을 청나라와 러시아의 국경으로 확정 지으니, 이것이 네르친스크 조약이다. 이 조약은 중국사 이래 처음으로 국가간의 평등한 위치에서 맺은 조약으로서 당시 동양 국가들이 맺는 대국-소국 간의 조약과는 다른 유럽식 조약이었다. 여기서 청나라의 제안이 대부분 수용되어 청나라는 동북쪽의 넓은 영토를 얻게 되었다. 또한, 청나라와 러시아 간의 무역에도 자유를 보장하였으나, 러시아에는 그다지 득을 볼 만한 조항은 많지 않아 훗날 함풍제의 치세 때, 러시아가 애로호 전쟁에서 청나라의 원조를 빌미로 만주와 연해주의 많은 땅을 도로 가져가게 하는 원인이 되었다.

### 몽골과 티베트 원정

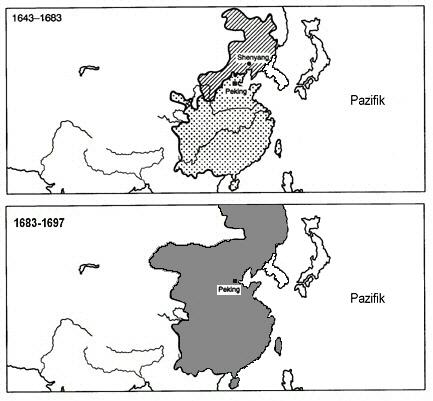
강희제의 시대에 늘어난 청나라의 영토

몽골 초원은 홍타이지 이후 청나라의 지배를 받고 있었으나, 조공을 올리고 자치권을 인정받았다. 이미 1675년(강희 14년) 차하르 부족이 당시 삼번의 난으로 청나라에 생긴 혼란을 틈타 중원으로 쳐들어왔다. 이에 노한 강희제는 몽골을 내몽골과 외몽골로 나누어서 부족 간의 규합을 막으려 하였다.
몽골이 청나라에 복속된 지 수십 년이 지나고, 몽골의 여러 부족 중 일부는 절대 복종하고 일부는 표면적으로나마 청나라에 충성을 바쳤다. 그러나 그중 몽골의 한 부족인 오이라트 부족에 뿌리를 둔 초로스 칸가 출신의 중가르 부족의 칸인 갈단이 세력을 모아 몽골과 티베트를 통일하여 라마 제국을 건설할 포부를 품고 청나라에 대항할 조짐을 보였다. 이미 갈단은 1677년(강희 16년) 오이라트 부족을 통합하고 1682년(강희 21년)에는 타림 분지까지 점령하였다. 그런 다음 이들은 동투르키스탄을 점령하였고 이제 청나라가 다스리는 중원을 노렸다. 준가르는 자신들이 군사를 일으킨 명분으로 옛 원나라의 대칸은 만주인이 아닌 몽골인으로 옹립해야 한다고 주장하였다. 준가르는 청나라를 견제한 러시아와 티베트에 원조를 받기도 하였는데 심지어 티베트의 달라이 라마 5세는 갈단에게 보슈그투 칸, 즉 대칸의 직함을 내렸다.

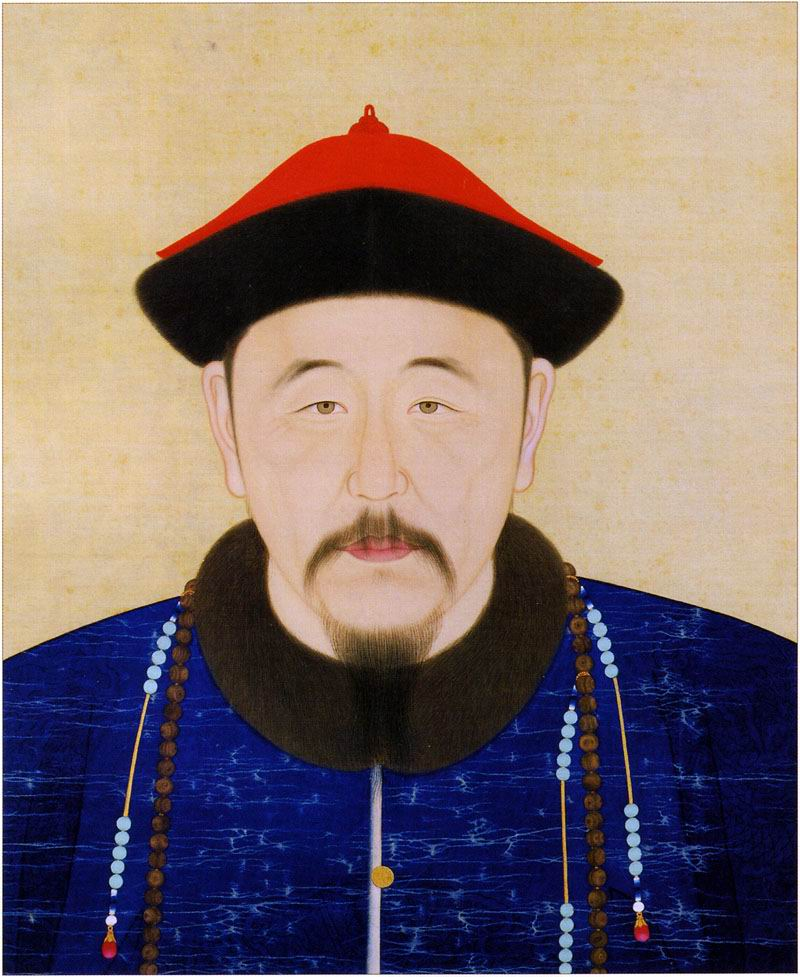
40대의 강희제

또한 1688년(강희 27년), 준가르는 몽골 초원의 다른 부족인 할하 부족의 땅을 점령하고 거의 모든 부족민을 죽였다. 살아남은 할하족은 고비 사막을 넘어 강희제에게 군사적 원조를 요청하였다. 준가르의 군사들이 청나라의 영토를 침략하자, 1690년(강희 29년) 7월 강희제는 자신의 이복형이자 순치제의 차남 유친왕 복전(裕親王 福全)과 이복동생이며 순치제의 5남 공친왕 상녕(恭親王 常寧) 등을 대동하고 친히 팔기군을 이끌고 몽골로 원정길에 올랐다. 이것은 명나라의 영락제 이후 황제가 최초로 친히 고비 사막을 넘어 몽골 원정을 감행한 원정이며 중국 역사상 황제가 군사를 이끌고 나간 마지막 친정이었다. 강희제는 울란 부퉁에서 갈단의 군대와 마주쳤다. 이 원정에서 강희제는 할하족의 공식적인 합병 서약과 충성 서약을 받았다. 강희제는 몽골의 복속에 매우 만족하여 "옛날의 진은 돌과 흙으로 만리장성을 쌓았지만 짐은 객이객에게 은혜를 배풀어 그보다 더 견고한 성을 쌓았다"고 말했다.
뒤이어 청군은 준가르군과 내몽골에서 맞붙었으나 전염병과 계속되는 패배로 사령관이었던 이복 형제들에게 책임을 묻고 군사를 물려 북경으로 환도하였다. 강희제 자신도 전염병에 걸려서 한동안 고생하였다. 그러나 1696년(강희 35년)에 강희제는 8만의 팔기군 군사를 이끌고 몽골로 진입, 차오모도 전투에서 준가르군과 싸워 대승하였다. 패한 갈단은 이듬해인 1697년(강희 36년)에 알타이산맥 기슭에서 음독자살하였다.
강희제 치세 후기인 1712년(강희 51년), 강희제는 준가르 부족을 견제하기 위해 만주 귀족 툴리센을 남러시아 볼가강 하류에 살던 투르구트(Torghut)족에게 사절로 보냈다. 이러한 강희제의 강한 견제에도 준가르 부족은 여전히 기회를 노리고 있었으며, 1717년(강희 56년)에 준가르 부족의 신임 칸이자 갈단의 조카 체왕 아랍단은 6천 명의 적은 군사를 이끌고 과거 동맹이었던 티베트를 점령하였다. 준가르군은 수장 달라이 라마라 칭하던 티베트의 왕 랍장을 폐위시킨 뒤 살해하였고 1718년(강희 57년)에 청군을 격파하였다.
준가르군은 여전히 그 세력이 막강하였으나 1720년(강희 59년)에 강희제가 보낸 팔기군의 대대적인 원정에 준가르군은 결국 패퇴하였고 티베트에 원정 온 체왕 아랍단은 몽골로 돌아가 은둔하였다. 그 이듬해인 1721년(강희 60년)에 청군은 켈장 갸초를 모시고 와서 제7대 달라이 라마로 만들고 티베트를 청나라의 영토에 정식 편입시켜 티베트는 안정되었다. 하지만, 준가르 세력은 청군의 티베트 원정 이후 결정타를 맞았으나 완전히 멸하지는 않았다. 강희제의 손자인 건륭제 때에야 위구르와 함께 청군에게 항복하여 그 세력이 완전히 와해되었다.

### 팔기군 개편과 군사 정책

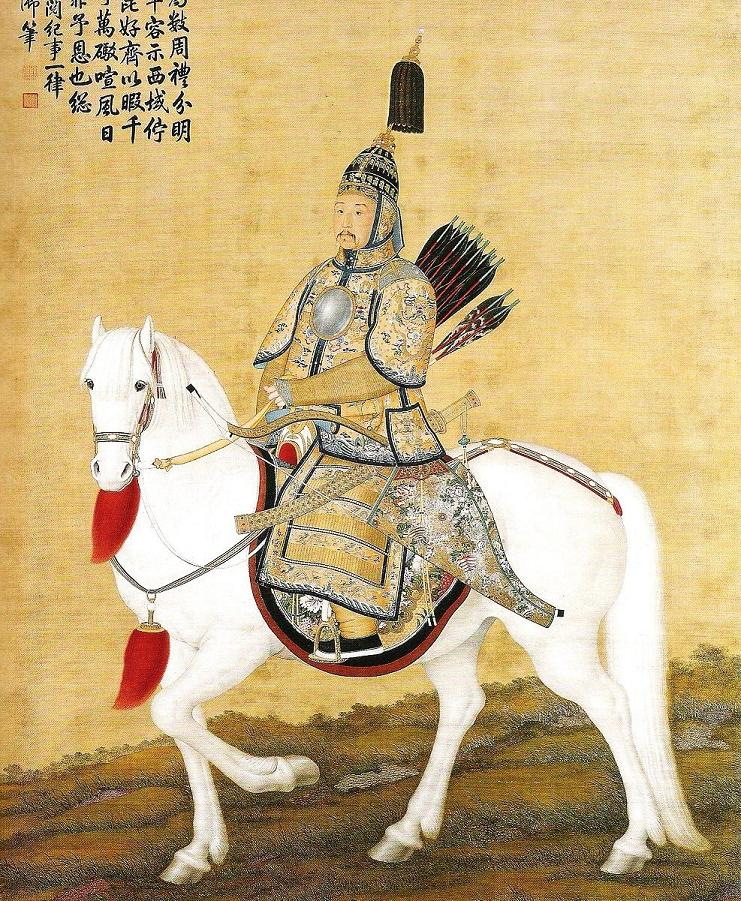
갑옷을 입은 강희제

이미 팔기군에 관한 정책은 조부인 숭덕제가 만주족 팔기군, 한족 팔기군, 몽골족 팔기군으로 나누고 아버지 순치제 때 비로소 완성이 되어 있었으나, 강희제는 이를 다시 개편하였다. 당시 팔기군 아래에 녹영(綠營)이라는 군단이 있었는데 이 휘하에 삼번의 난 때 활약한 주배공이나 대만 수복 때 정씨 휘하 군사들을 대파한 시랑 등 한족 장군들이 바로 여기에 속하였다. 강희제는 이들 녹영을 팔기군이나 황제 직속 부대의 예하로 편제하여 한족에 대한 만주족의 지배를 강화하면서 동시에 한족을 포용하는 방식을 택하였다.
강희제는 전통적인 팔기군 체계에 엄격한 규율을 적용하는데 만약 장군이 병사들과 같이 돌아오지 않으면 장군을 참하고, 병졸이 자신의 부대와 같이 돌아오지 않으면 그 병졸 역시 참하도록 명하였다. 강희제는 장병이 모두 일심동체라 생각하여 책임 역시 같이 져야 한다 생각하였고 이런 엄격한 규율 덕분에 강희 시대의 팔기군은 후대인 옹정, 건륭 시대의 팔기군보다 더 훈련이 잘 되어 있고 용감하였다. 특히 강희 시대의 팔기군은 강희제의 여러 전쟁 때 큰 활약을 하며 승리를 안겨주었다.
후대에 가서는 팔기군의 기강이 많이 흐트러지는데, 강희 시대엔 통일을 위한 전쟁을 많이 하였으나, 후대에 들어가 전쟁이 별로 없고 군사들의 수도 갑자기 늘어나 통제를 제대로 할 수 없게 되자 자연히 흐트러지게 되었던 것이다.

### 문화 발전과 기독교 전례 문제

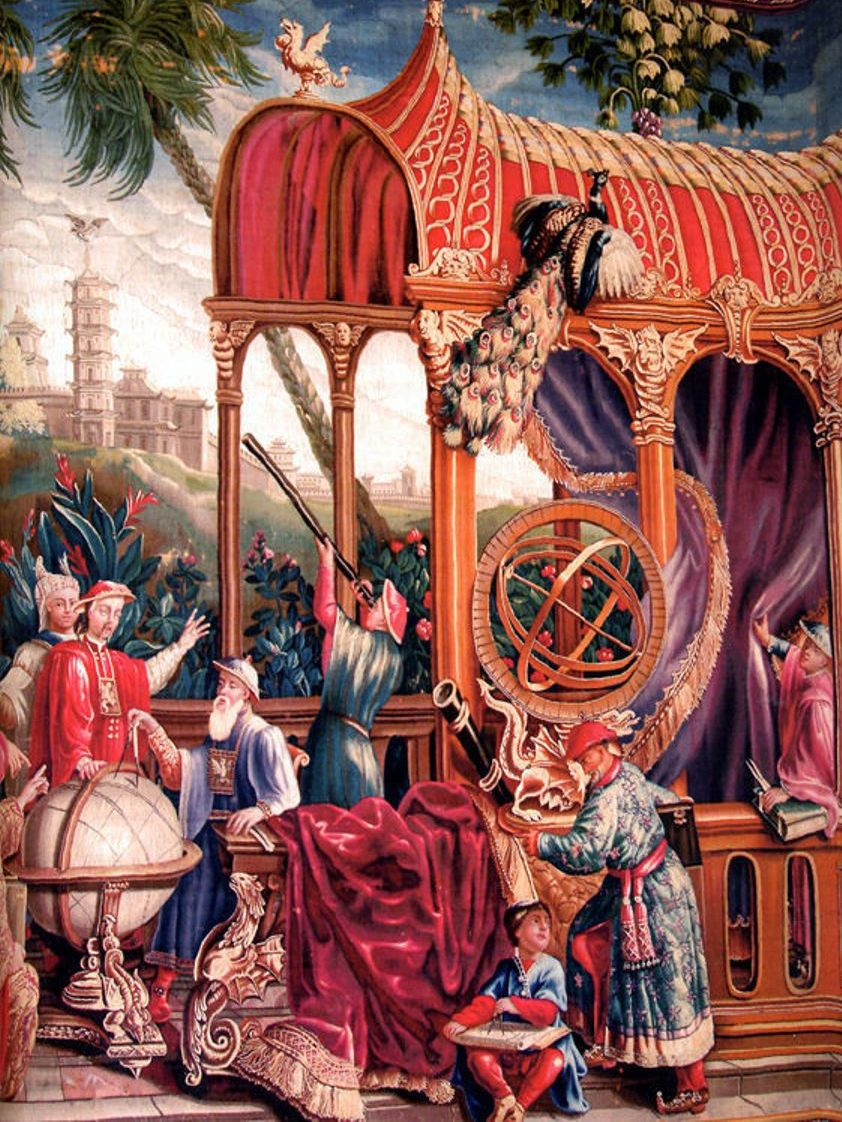
예수회 선교사들과 함께 천문을 보고 있는 강희제

#### 학문
강희제는 소년 시절부터 많은 학문을 배웠다. 그중에서도 유학, 즉 성리학을 좋아하였으며 그 자신이 훌륭한 유학자로서 유학의 가르침에 따라 살기를 노력하였다. 서예 역시 매우 달필이어서 소림사의 현판을 바로 강희제가 썼다. 어린 시절 강희제가 쌓은 학식은 그에게 크게 도움이 되어 경연이나 조회 등에서 신료와 유학자들과 논의를 펼치고 난 뒤에, 이들은 강희제에게 꼼짝도 하지 못하였다 한다. 심지어 강희제가 크게 병이 난 도중에도 결코 책을 멀리하지 않았다 한다. 강희제는 자신이 만주족이라는 것을 항상 잊지 않았으나, 중국의 문화가 자신들의 문화보다 매우 월등한 것을 알고 그것을 만주족 대신들에게 융화시키려 하였다.

#### 예수회 선교사들과의 만남
강희제는 예수회 선교사들을 신임하여 그들에게서 서양의 지리, 천문, 수학, 음악 등을 배웠고, 중국 황제 중 처음으로 피아노를 쳤으나 가톨릭교회의 교리는 전혀 배우려 하지 않았다 한다. 이러한 이유로 선교사들의 중국 선교에 위기가 닥치기도 하였다. 이미 아버지 순치제 때 중국에 와서 흠천감 장관을 재직했던 아담 샬 폰 벨 신부를 시작으로 한때 러시아와의 전쟁 때 간접적으로 러시아를 돕기도 했던 서양의 선교사 조아킴 부베·마테오 리파·페르디난드 페르비스트·주세페 카스틸리오네·장 당빌 등이 계속 유럽에서 와서 새로운 학문을 강희제와 대소 신료들에게 전래하였다. 페르비스트는 아담 샬 폰 벨의 뒤를 이어 흠천감 장관을 역임하여 새로운 천문학을 중국에 전파하였고, 부베는 강희제에게 기하학을 가르쳐주었으며, 장 당빌은 정밀한 중국 지도인 《황여전람도》(皇與全覽圖)를 만들었다. 또한, 마테오 리파는 12년간 궁정에 있으면서 강희제에게 서양화를 그려 주었다. 리파는 1723년에 그의 고향 나폴리로 돌아와 나폴리 동부 대학에 ‘중국 학회’를 세웠다. 이 학회는 유럽 최초의 중국학 학회였으며, 유럽인들에게 중국과 동양을 알려주는 총본산이 되었다. 다른 선교사들은 강희제의 통치와 학문에 대한 열정을 곁에서 지켜보고 그를 ‘기독교만 믿으면 완전무결한 군주’라고 칭하였다.

#### 가톨릭 허용과 금지

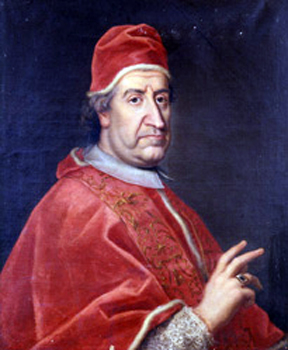
교황 클레멘스 11세

강희제는 선교사들을 황실 천문대 등의 요직에 두는 한편 초기에는 청나라에서 가톨릭교회의 포교를 허가하였다. 1692년(강희 31년)에 청나라의 어느 곳에서도 선교를 허락하고 조정의 가톨릭교회에 대한 박해를 엄금한다는 칙령을 내렸다. 몽골 원정 때 말라리아에 걸렸다가 선교사들의 도움으로 구사일생으로 살아난 강희제는 선교사들에게 더 많은 호의를 가지게 되었고, 북경 내성에 성당을 짓는 것을 허락하여 선교사들과 가톨릭교회를 적극적으로 보호하였다. 그러나 그 뒤로 당시 선교지역의 전통을 존중하는 예수회를 제외한 근본주의 성향 가톨릭 선교사들이 중국의 조상 제사를 우상숭배라 비판하였고, 곧 이들 선교사들의 말을 들은 로마 교황청에서 중국의 전례(典禮)를 문제로 삼음으로서 중국의 전례에 대한 논의가 시작되었다.
1704년(강희 43년) 교황 클레멘스 11세는 하느님을 상제(上帝)나 천주(天主)로 표기하는 것이 서양에서 뜻하는 조물주라는 말과 그 뜻이 서로 다르고, 매년 봄과 가을마다 지내는 공자의 제사와 조상의 제사가 우상 숭배이므로 중국의 전례를 금지한다는 회칙을 발표하고 1715년(강희 54년) 이를 재확인하였다. 강희제는 이에 대해 매우 불쾌하게 여겨 교황의 회칙을 가지고 온 특사인 교황청 소속 추기경을 체포하거나 본국으로 강제 송환하였다. 1706년(강희 45년) 강희제는 중국의 전통을 존중하는 예수회에 찬동하지 않는 선교사들을 모두 국외로 추방하였다. 그리고 이에 대한 특단의 상응 조치로 1721년(강희 60년) 교황의 회칙 수렴을 거부하고, 교황청이 더 많은 선교사들을 파견하고 백성들에게 선교·선동해서 청나라를 가톨릭 국가로 만들려 한다며 교황의 회칙을 비판하였고, 선교사들의 청나라 출입을 허가하는 대신 선교는 불법화하였다. 강희제가 붕어하고 난 다음에 1724년(옹정 2년), 강희제의 아들인 옹정제는 포교와 선교사들의 청나라 출입을 모두 불법화하고 예수회 선교사들 역시 당시 포르투갈인들이 많이 살고 있던 오문(澳門, 마카오)으로 추방하였다.

#### 학문존중

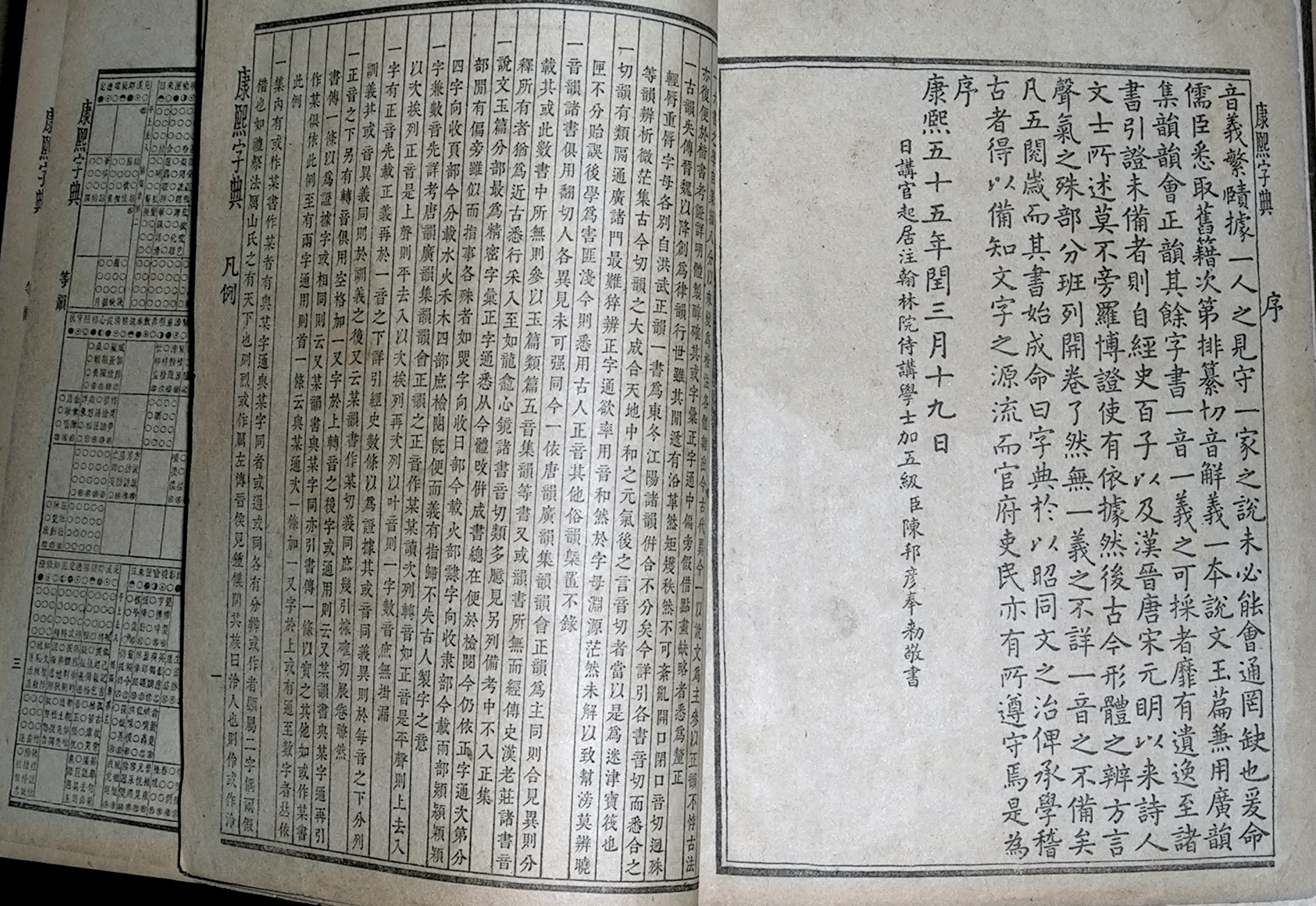
광희서국 판본 《강희자전》, 20세기 초

또한 강희제는 당나라·송나라 때의 과거의 일부분이었던 전시(殿試)를 발전시킨 박학홍유과(博學鴻儒科)를 실시하여, 많은 인재, 특히 강남의 한족 출신 학자들을 모아 박학홍유로 삼았고 이 중에서 뛰어난 이들은 한림원 학사로 삼았다. 그리고 이 인재들로 하여금 명나라 시기의 실록인 《명사》(明史)를 편찬하여 초기의 명 태조와 명 성조 때 나라가 번창하였다는 점과 후에 여러 황제의 실정을 부각시켜서 청나라가 명나라의 정통성을 확실히 계승하였다는 것을 알리려 하였다. 또한, 박학홍유로 하여금 백과사전인 《고금도서집성》(古今圖書集成), 《연감유함》(淵監類函), 《패문운부》(佩文韻府), 《역상고성》, 《수리정온》, 《전당시》 등을 편찬케 하였다. 여기서 가장 돋보이는 문화적 업적은 바로 1711년(강희 50년)에 시작하여 5년 뒤인 1716년(강희 55년)에 완성된 《강희자전》(康熙字典)인데, 이것은 박학홍유 수십 명과 대신 진정경(陳廷敬) 등이 수년 동안 공을 들여 만들었다. 4만 2천여 개의 한자가 수록된 《강희자전》의 출판은 현대 중국어의 어법과 단어를 확립시킨, 강희 시대 문화 사업의 완성이었다.

#### 문자의 옥
하지만, 강건성세 3대에 걸쳐 많은 한족 학자들을 숙청한 문자의 옥이 일어났는데, 이미 문자의 옥은 춘추 전국 시대 제나라 때부터 시작되었다. 문자의 옥은 오랜 세월을 거쳐 계속되었는데 청나라에 들어와서는 도르곤을 황숙(皇叔)이 아닌 왕숙(王叔)으로 써서 도르곤과 당시 황제인 순치제를 왕(王)으로 모독한 이유로 한족 학자가 교살되었다. 이들 학자는 만주족인 청나라의 중국 통치의 정통성을 강력히 부인하여 중국의 평화적이고 자애로운 통치를 지향하던 강희제의 분노를 샀다. 문자의 옥에 연루된 학자들은 대역죄로 다스려져 능지형을 받았다. 또한, 그 구족의 16세 이상의 남자는 모두 참수시키고 16세 이하의 남자와 모든 여자는 노비로 삼아 변방으로 보냈다. 실제로 1711년(강희 50년)에 대명세라는 한족 학자가 자신의 저서인 《남산집》(南山集)에 망한 명나라의 연호인 영력(永曆)을 사용하여, 대명세의 삼족이 모두 처형된 사건이 발생하였다. 이 사건을 계기로 청나라는 옹정제와 건륭제를 거쳐 만주족에 비판적인 학자를 더욱 탄압하여 유배를 보내거나 처형하였고, 비판한 책들은 모두 불태워 버리거나 금서로 지정하였다.

### 내정

#### 검소한 살림

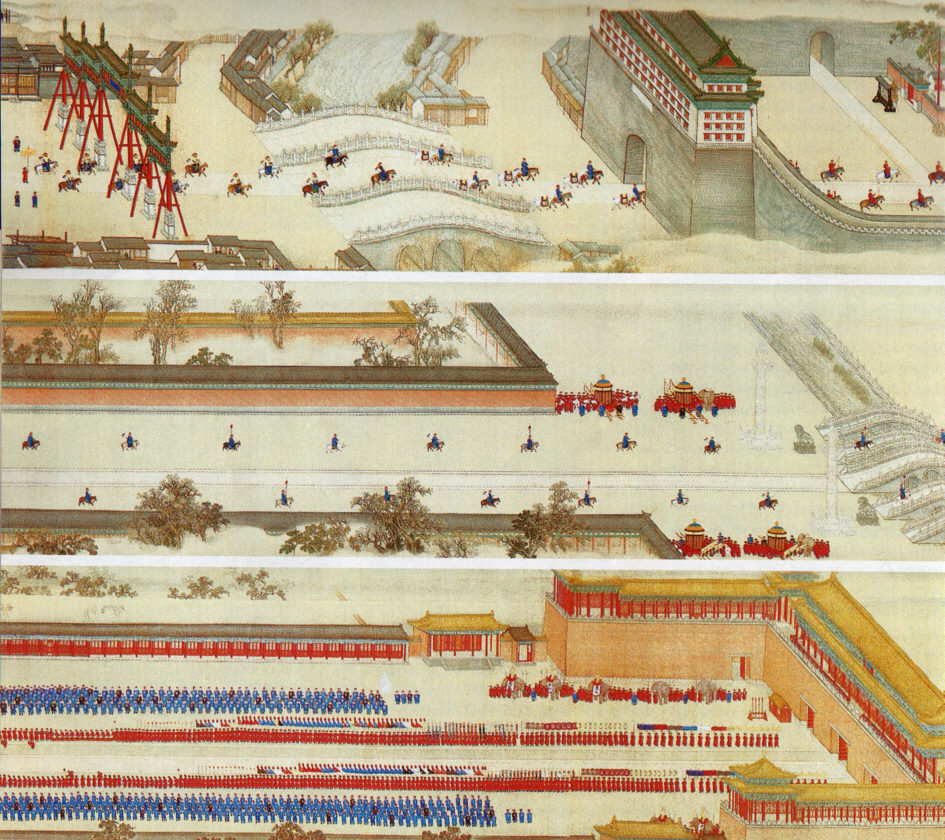
강희제의 순행 환궁 행렬

1677년(강희 16년) 강희제는 중국 전통의 고유 내각인 상서방(尙書房)을 개편하여 남서방을 설치하여 자신의 경연장으로 사용하였으며 전 황조인 명나라처럼 여러 명의 내각대학사(內閣大學士)를 두어서 조정의 일을 의논하였다. 이 내각대학사의 남서방은 훗날 강희제의 아들인 옹정제 때에 군기처로 발전하게 된다. 황궁의 살림을 아끼려고 명나라 때에 10만 명이나 되던 환관과 궁녀의 수를 400명으로 대폭 줄였으며, 비용 역시 명나라 시절에 비해 40분의 1로 줄였다. 강희제 스스로 옷이 완전히 낡지 않은 이상 그 옷을 기워서라도 입을만큼 크게 검소하였고 자신의 침전에도 10명 안팎의 환관과 궁녀밖에 두지 않았다. 치수 공사에도 뜻이 있어 1677년(강희 16년)에 황하 치수 공사에 착수, 근보(靳輔)를 그 책임자에 명하였으며 1684년(강희 23년)에 완성해 황하가 범람하지 않도록 하여 농민의 피해를 줄였다. 또한, 대운하 역시 보수·증축하여 많은 배가 물량을 대량 수송할 수 있게 만들었다. 이로써 황하가 안정되어 많은 물자가 장강과 황하를 잇는 대운하를 타고 범람 걱정 없이 북경에 도착할 수 있었다.

#### 토지개혁,농민감세
경제를 회복시키기 위하여 팔기군의 둔전지로 쓰던 권지(圈地)를 모두 몰수하고 그 땅을 모두 소작농들에게 무상으로 나누어 주었으며, 소작지와 소작농을 함께 매매하는 것을 법으로 금지해 소작농들을 보호하였고, 백성들이 지주의 수탈 없이 편안히 살 수 있게 하였다. 또한, 흉년이 들었을 때는 흉작의 정도에 따라 세금을 일부 감면, 또는 전원 감면하였다.

#### 백성들의 재산권 보호
강희제는 황하의 치수 공사가 완성된 1684년(강희 23년)을 시작으로 1689년(강희 28년), 1699년(강희 38년), 1703년(강희 42년), 1707년(강희 46년), 1712년(강희 51년) 등 총 6번 남방으로 순행하여 장강 이남의 많은 지역 유지들에게 신뢰를 얻었고, 이남의 학자들에게 학문을 사사하기도 하였다. 또한, 남방 순행 때, 정해놓은 예산을 제외한 별도의 비용은 가져온 내탕금으로 모두 지출하여 남쪽 백성들의 재산 착취를 막았다.

#### 세금감면

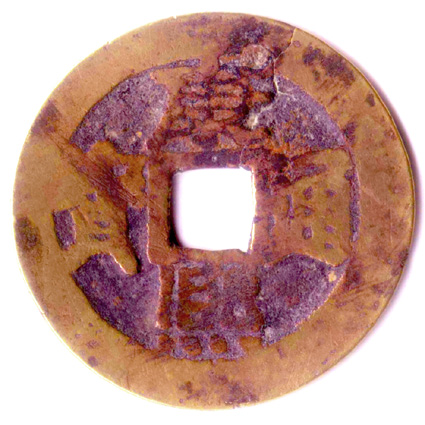
강희제 때 쓰인 화폐 강희통보(康熙通寶)

강희제는 세수입을 전시(戰時)에도 늘리지 않아 민생이 전시에도 평상시를 유지하도록 하였고, 치세가 지속할 때마다 세금을 올리기는커녕 점점 감면하여 백성의 존경과 칭송을 한몸에 받았다. 1711년(강희 50년)에는 성세자생인정(盛世滋生人丁) 제도를 공포하여 성인의 인두세를 당시의 값에서 영원히 동결시키고 그 값을 받는 장정의 수 또한 2,450만 명으로 한정하고 그 이상은 받지 않겠다고 천명하였다. 또한, 이 제도가 시행된 지 얼마 안 가 지정은제를 북경과 하북성 일대에서 시행하기도 하였다. 대만 수복 이후에는 4개의 항구를 열어 대외 무역업을 활성화하여 많은 은자를 국고에 가져오게 하는 원동력이 되었다. 이러한 강희제의 선정은 청나라와 만주족에 대한 한족 백성의 인식을 바꾸어 놓았으며, 한족을 융화하기 위한 강희제의 피나는 노력에 자연히 한족 백성은 스스로 청나라를 따르게 되었다. 또한 몽골의 소수 민족과의 관계에도 힘을 기울여 1703년(강희 42년) 성경과 가까운 곳인 승덕 지방에 피서산장이라는 큰 이궁을 지었고 그 곳에서 각기 다른 소수 민족의 족장 등을 초대하여 연회를 베풀거나 부족의 의식도 행하게 허락하였다.

#### 재정정책
재정 정책 역시 기존에 비해 수정하여, 세금을 적게 하였어도 무역 등으로 이미 은이 들어오고 있었기 때문에, 국고도 그다지 별문제가 없었다. 1668년(강희 7년)에 1,500만 냥, 1710년(강희 49년)에 5천만 냥이 넘는 은자가 있었으나, 강희제의 말년인 1722년(강희 61년)에는 은자가 7백만 냥도 채 되지 않았다. 그 이유는 국고의 거의 모든 은자가 군비로 들어갔으며, 강희제 역시 정무를 보기에는 이미 너무 늙어 버렸기 때문이었다. 강희제는 이것을 타개하기 위해, 재정에 재능을 가진 4남 옹친왕 윤진(胤禛)에게 조언을 하고 새로운 정책을 찾으라 명하였으나, 강희제는 그 정책의 실현을 보지 못했다.

#### 인구증가
강희제의 정책을 바탕으로 인구도 크게 상승하기 시작하였다. 1644년(명 숭정 17년) 명나라가 멸망할 때 기나긴 전쟁과 반란, 기근으로 중국의 인구는 1억 명 이하로 내려갔으나 전쟁을 끝내고 강희제의 강력한 내정에 백성들의 삶의 질이 나아지자 인구가 다시 올라가기 시작하였다. 강희제가 죽을 때에는 다시 1억 명에서 올라가 1억 5천만 명 이상으로 늘어났고 옹정제, 건륭제를 거쳐 계속 인구는 늘어났다.

### 황태자 책봉 문제

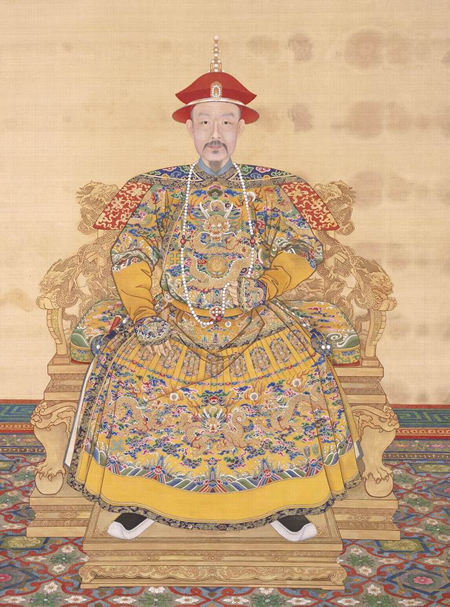
중년의 강희제

훌륭한 정치를 펼친 강희제였지만, 그의 자식들은 그다지 큰 그릇이 되지 못했다. 강희제는 황자들 모두를 자신의 경연 토론장인 남서방에서 교육시켜 유학의 사상이 몸에 밴 황자로 만들려 하였으나 대부분 그리 되지 못하였다. 제2황자이며 강희제의 유일한 적자이자 적장남인 윤잉(胤礽)은 첫 번째 황후인 효성인황후의 소생으로, 효성인황후가 1674년(강희 13년)에 윤잉을 낳은 직후 난산으로 붕어하자 이를 슬퍼한 강희제가 이듬해인 1675년(강희 14년)에 바로 황태자로 책봉하였다. 이것은 본래 가장 유능한 아들을 후계자로 삼는 만주족의 전통을 깨고 한족의 전통을 도입하는 것이었기에 만주족 대신들 사이에서 논쟁이 있었으나, 유학을 숭상한 강희제는 이런 논의를 단호히 일축하였다. 이에 서장자이고 제1황자의 작위를 받았으며 윤잉보다 두 살이 많은 윤시(胤禔)가 대신들 사이에서 윤잉의 경쟁 상대로 떠올랐으나 강희제는 여러 번 공식석상에서 윤잉을 후계자로 천명하여, 제위는 윤잉이 승계받는 것으로 확정되어 갔다.
강희제는 윤잉의 거처를 과거 명나라 때 황태자들이 머물던 동궁인 종수궁(鍾粹宮)으로 선택하지 않고 역대 황제와 가문의 조상의 위패를 모시는 사당인 봉선전 옆에 새로 궁을 지어 육경궁(毓慶宮)이라 이름짓고 이곳을 윤잉의 거처로 정하였다. 또한 강희제는 다른 어느 황자들보다 그 위상을 높였으며, 그리고 황제에게만 입히는 황포를 윤잉에게 특별히 입을 수 있도록 허락하고, 황궁 어디서든 가마나 말을 탈 수 있게하였다. 또한 당시 어느 친왕들보다 더 많은 봉토와 식읍을 받는 등 큰 특전을 베풀어 주었다. 당시 윤잉이 받았던 봉토와 식읍은 역대 청나라 친왕 중 가장 많은 봉토를 받은 도르곤보다도 더 많이 받았다. 강희제는 윤잉이 훗날 황자들에게 핍박받을지도 모를까봐 윤잉을 제외한 나머지 자식들의 작위를 올려주는 것을 꺼려하였고 실제로 1700년대까지 윤잉을 제외한 황자들은 모두 친왕에 오르지 못하였다. 마지막으로 강희제는 윤잉에게 다른 황자들이 받는 교육보다 더 수준높고 엄격한 교육을 시켰다. 윤잉을 가르치는 사부 역시 당대 최고의 학자 중 한 명인 왕섬을 임명하여 윤잉을 완벽한 차기 황제로 만들려 하였다. 머리가 총명하던 윤잉은 아버지가 시키는 대로 열심히 공부하여 이미 4살 때 한문을 쓰기 시작하여 7살에는 사서오경을 다 떼었다 한다. 그리고 강희제의 순행과 몽골 원정 때에도 황태자로서 조정을 장관, 대소사를 처리하여 정치 분야에서도 인정을 받았다. 백성들에겐 따뜻하던 강희제는 자식, 특히 자신이 가장 총애하고 아끼던 자식인 윤잉에겐 더없이 냉정하고 혹독하게 대하였다.
윤잉은 20대까지만 해도 아버지의 뜻을 받들고 빈틈없이 일을 처리하였으나 30대가 넘어서부터 아버지의 기대에 부응하지 못하고 주색잡기를 좋아하였다. 속으로는 윤잉을 매우 아꼈으나 겉으로 내색을 하지 못한 아버지의 냉정함과 혹독함, 어머니를 태어나자마자 여읜 모정의 갈망, 그리고 형제들간의 암투 등으로 인해 점점 타락하기 시작한 윤잉에게 실망한 강희제는 3황자 윤지, 4황자 윤진, 8황자 윤사 등 다른 황자들에게 각기 부서를 책임지고 도맡게 하였다. 다른 황자들은 모두 육부를 관리하여 강희제의 신임을 얻고 군왕, 친왕으로 승승장구하였으나, 윤잉은 어떠한 부서도 맡지 않은 채, 부황의 눈밖에 나고 정신질환에 가까운 비행까지 일삼았다 한다. 그리고 이미 조정은 황자들과 신료들의 야심으로 인해 사분오열이 되었는데, 이 중 윤시는 자신이 장자인데 언제나 차남이며 황태자인 윤잉의 뒤에 서야 되고 윤잉에게 머리를 조아리고 절을 해야 했으며 자신이 아우들에게 “형님”이라 불리는 반면 윤잉은 이복 형인 윤시를 비롯한 형제들에게 “황태자 전하”라는 존칭으로 불리는 것이 큰 불만이라 반윤잉 세력에 적극 가담하였다. 윤잉이 황태자로 있을 당시 윤잉을 포함한 9명의 황자가 파벌에 참여하였는데 그 계보와 파벌에 참가한 주요 대신들을 보면 이러하다.
- 황태자당(皇太子黨)
  - 차남 황태자 윤잉(皇太子 胤礽)
  - 영시위내대신 색액도(領侍衛內大臣 索額圖)
- 황장자당(皇長子黨)
  - 장남 직군왕 윤시(直郡王 胤禔)
  - 영시위내대신 납란명주(領侍衛內大臣 納蘭明珠)
- 황사자당(皇四子黨)
  - 4남 옹군왕 윤진(雍郡王 胤禛)
  - 13남 윤상(貝子 胤祥)
  - 사천순무 연갱요(四川巡撫 年羹堯)
- 황팔자당(皇八子黨)
  - 8남 패륵 윤사(貝勒 胤禩)
  - 9남 패자 윤당(貝子 胤禟)
  - 10남 돈군왕 윤아(貝子 胤䄉)
  - 14남 패자 윤제(貝子 胤禵)
  - 영시위내대신 동국유(領侍衛內大臣 佟國維)
  - 보군통령 융과다(步軍統領 隆果多)
- 중립파[주 15]
  - 3남 성군왕 윤지(誠郡王 胤祉)
  - 5남 항군왕 윤기(恆郡王 胤祺)
  - 7남 순군왕 윤우(淳郡王 胤祐)
  - 12남 패자 윤도(貝子 胤祹)

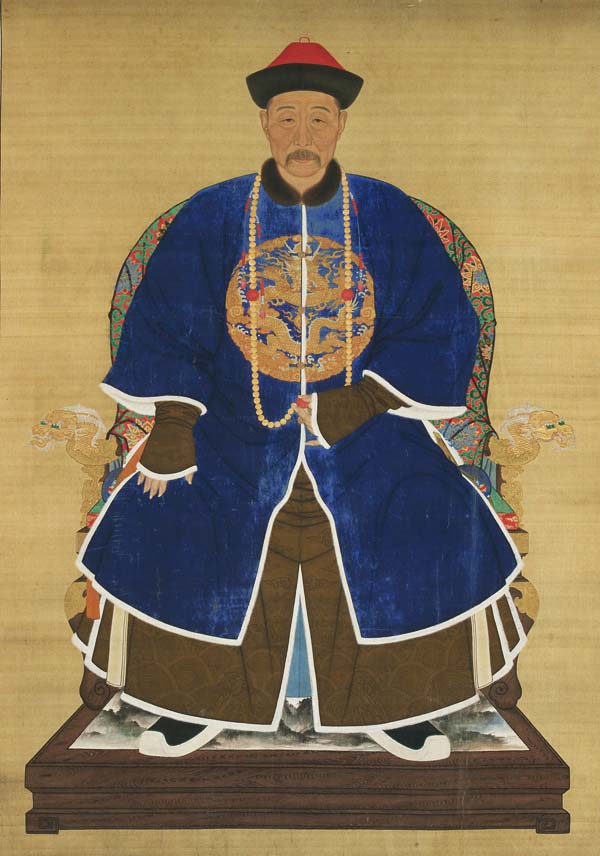
황태자 윤잉

그중 이미 황태자 윤잉의 위치가 흔들리고 있다는 걸 알아챈 윤잉의 작은외조부이자 이미 40여 년 전에 죽은 색니의 차남, 색액도(索額圖)는 자신을 위시로 한 태자당(太子黨)의 결성과 황장자인 직군왕 윤시와 그 외숙부 납란명주(納蘭明珠)를 위시로 한 황장자당의 결성으로 붕당이 시작되어 서로 조정의 주도권과 황위 후계권을 잡으려 하였고, 심지어는 태자당이 윤잉에게 알리지 않고 강희제를 암살하려 하자 진노한 강희제는 1703년(강희 42년)에 색액도를 사사하고 그 일파를 척결해 처형하거나 유배보낸 뒤 윤잉에게 엄중한 경고를 내렸으나, 여전히 윤잉은 달라지지 않고 나태하였으며 조회에도 참석치 않는 경우가 많았다. 결국 1708년(강희 47년)에 강희제는 윤잉을 폐위시키고 서인으로 삼아 종인부(宗人府)에 가두어 버렸다. 윤잉을 폐위하고 태묘(太廟)에 고할 때, 강희제는 읽으면서 눈물을 흘렸다고 전해진다. 그 후 6일 동안 식음을 전폐하고 우울하게 지내다가 중풍에까지 들었다고 실록은 기록하였다. 그러나 본래 윤잉을 총애하였고 황태자를 자리에 두고 골육상쟁을 염려한 강희제는 이듬해인 1709년(강희 48년)에 윤잉이 직접적으로 대역죄를 저지르지 않았다는 이유로 황태자로 복위시키고 도리어 납란명주를 하옥시켰다. 색액도와 납란명주는 40년 동안 강희제의 곁에서 정치를 도와주던 조정의 수반들이자 영시위내대신이었으나 황위를 놓고 당쟁이 시작되자 강희제는 이들을 단호히 조정에서 혁파하여 당쟁의 불씨를 끄려 하였다. 하지만 윤잉이 복위되자 안심하였던 황장자당을 중심으로 황팔자당까지 합세한 반황태자파는 다시 윤잉을 폐위시킬 음모와 이간책을 꾸몄다. 황팔자당은 8황자 윤사가 주축이 되었고 이에 가담한 대신으로는 또다른 조정의 영수이며 강희제의 외삼촌이자 세 번째 장인인 동국유와 그 아들인 융과다가 윤사를 도왔다.

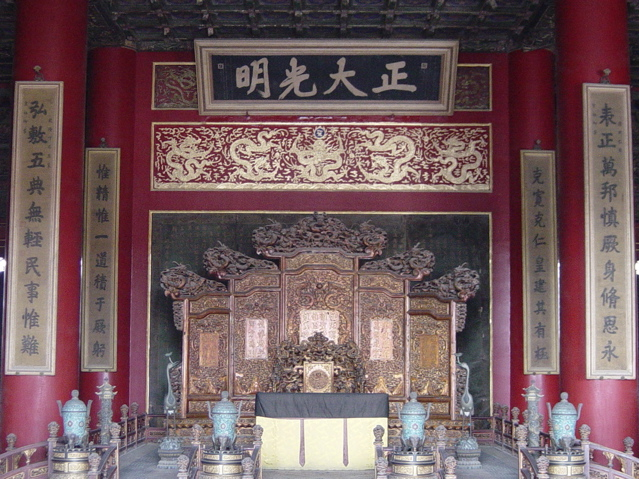
자금성의 건청궁 중앙에 있는 옥좌와 정대광명 편액

그럼에도 윤잉이 반성을 하지 않고 다시 주색잡기를 좋아하였으나, 문제는 윤잉이 강희제의 후궁인 서비 정씨를 건드려 황실에 충격을 던져주었다. 1712년(강희 51년)에 강희제는 여섯 번째이자 마지막으로 장강 이남으로 순행을 떠났는데 아직도 윤잉을 못미더워한 강희제가 윤잉이 북경에서 딴 마음을 품지 않나 관찰하기 위해 일부러 북경을 비운 것이다. 그리고 황제가 궁을 비웠으니 황태자였던 윤잉이 임시로 정무를 돌보았다. 그러나 윤잉은 음모를 꾸며 강희제가 북경으로 환도하면 강희제에게 태상황으로 물러나고 자신이 찬위하겠다는 쿠데타를 기도하였는데, 이 사건은 확실히 윤잉이 주도한 역모였다. 이것을 눈치챈 북경의 대신들은 순행 중인 강희제에게 돌아올 것을 요청하였고 강희제는 북경으로 돌아오자마자 윤잉을 바로 황태자에서 폐위시켜 냉궁인 함안궁에 가두고 폐서인하여 영원히 서인으로 삼으라고 명하였다. 또한 두 번이나 폐태자시킨 이 사건을 다시 언급하는 자가 있으면 참수할 것이라 엄중히 명하였다. 이 사건의 폐단을 계기로 청나라는 멸망할 때까지 죽은 황자를 황태자로 추서만 하였을 뿐, 생전에 어느 황자도 황태자로 지명받지 못했다. 강희제는 얼마 뒤 전위조서를 건청궁 ‘정대광명’(正大光明) 편액 뒤에 보관토록 하고 자신이 붕어한 뒤에 열도록 하였는데, 이것이 바로 저위비건법(儲位秘建法)이다.
이로 인해 형제들 간의 후계자 다툼이 발생하였다. 그중 4남 옹친왕 윤진, 8남 염친왕 윤사(胤禩), 14남 순군왕 윤제(胤禵)가 가장 실력있는 아들들이었다. 장자인 직군왕 윤시는 과거 윤잉이 처음 폐위되었을 때 폐태자 윤잉을 저주하고 몰래 자객을 보냈으며, 윤잉의 방에다 칼이 꽂힌 윤잉의 인형을 숨겨놓기도 하였다. 심지어 윤시는 부황 강희제 앞에서 윤잉을 죽이겠다 하였으나, 오히려 크게 혼나고 윤잉처럼 서인으로 강등되었다. 당시 8남 윤사가 인정이 많고 공명정대하여 가장 많은 신료의 신망을 받았으나 실제로 윤사는 간교하였고 이간질에 뛰어나 황자들간의 분란을 부추겼다. 심지어 윤사는 심복을 시켜 점쟁이를 매수하여 자신이 다음 황제가 될 것이란 소문을 공공연히 내어 강희제의 분노를 사서 강희제 말기에 윤사는 조정에서 중책을 맡지 못하였다. 이들은 서로 공적을 다투고 부황인 강희제의 총애를 받기 위해 안간힘을 썼다. 특히 강희제는 만년에 14남인 윤제를 총애하여 그에게 북방의 만리장성을 수호하는 중책인 무원대장군(撫遠大將軍)의 작위와 병부의 지휘권을 내렸다. 병권을 내려주면 황위를 물려주는 것으로 생각하던 황자들간의 암투는 더욱 격화되었고, 8남 윤사와 14남 윤제가 손을 잡고 파벌을 형성하자 4남 윤진 역시 파벌을 형성하여 조정의 주도권을 잡으려 하였다.

### 천수연과 노황제의 붕어

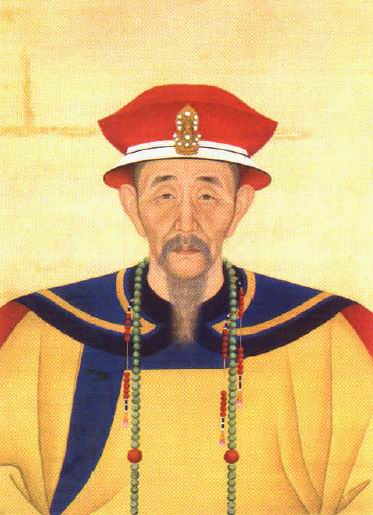
말년의 강희제

1722년(강희 61년) 5월 4일 강희제는 자신의 68번째 생일을 맞는 것을 기념하여 65세 이상의 만주족, 한족, 몽골족, 회족 현직 관리들 및 퇴직 관리들 1천여 명을 자금성 건청궁(乾淸宮)에 초대하여 큰 주연을 베풀었다. 이것이 바로 천수연(千叟宴)이다. 천수연은 이미 1713년(강희 52년) 강희제의 나이가 육순이 넘은 것을 기념하여 자신의 동년배인 대신들을 불러 축하를 해주었다. 그 이후 두 번째로 열린 이 천수연에선 3000명 정도의 각기 다른 민족 출신의 신하들을 불러모았다. 천수연에서 강희제는 이들 전직 재상들과 대신들, 원로 관리들과 함께 강희 시대의 성공과 완성을 자축하였다. 이후, 천수연은 손자인 건륭제도 여러 번 베푸는 등 궁중의 주요 행사가 되었다. 천수연을 베푼 강희제는 곧 병에 걸렸고, 황위를 노리는 황자들은 이를 호기로 삼아 점점 세력을 확장하였다. 얼마 뒤인 1722년(강희 61년) 12월 20일에 이궁인 창춘원(暢春園)에서 붕어하였는데 이때 나이가 69세였다.
강희제의 정식 사인은 오한과 호흡 곤란이라 하나, 일설에 따르면 강희제의 병세는 그리 심하지 않았고 며칠 뒤에 돌연사했다 하여, 여전히 강희제의 죽음에 의혹이 제기되고 있다. 또한 강희제 붕어 당시 강희제를 모신 신하가 야심 많은 4남 윤진의 휘하이자 자신의 외사촌동생이며 자신의 세 번째 황후인 효의인황후의 동생 구문제독 겸 보군통령 융과다(隆科多)라는 점으로 강희제가 윤진의 사주로 융과다에게 독살당하였다는 설도 있다. 본래 융과다는 8남 윤사의 수하였으나 윤진의 설득과 매수로 결국 윤진의 수하로 들어갔다.
능호는 경릉(景陵)으로 부황 순치제의 황릉인 효릉(孝陵) 옆에 있으며, 청동릉(淸東陵)의 하나이다. 묘호는 성인의 뜻으로 국가를 다스려 진정으로 통일시킨 큰 업적이 있는 황제라 하여 성조(聖祖), 시호는 생전에 강희제가 인과 덕을 중시한 것을 따 인황제(仁皇帝)로 명명하였다. 정식 시호는 합천홍운문무예철공검관유효경성신중화공덕대성인황제(合天弘運文武睿哲恭儉寬裕孝敬誠信中和功德大成仁皇帝)로 이 긴 시호에서도 그의 업적을 확인할 수 있다. ‘합천’(合天)은 분열된 천하를 다시 통일시켰다는 뜻이고 ‘홍운’(弘運)은 국운을 크게 넓혔다는 뜻이다. ‘문무’(文武) 역시 나라의 기틀을 잡고 문과 무를 고루 이용하여 전성기를 이룩한 황제에게 올리는 시호로 나라를 세운 개국 황제에게 올려지는 ‘고’(高) 자와 더불어 황제가 받을 수 있는 최고의 시호이며 그리고 ‘중화’(中和)와 ‘대성’(大成)은 청나라를 중흥시켜서 나라를 더욱 번창시키고 여러 민족을 하나로 모아 크게 이루었다는 뜻이 담겨 있다.

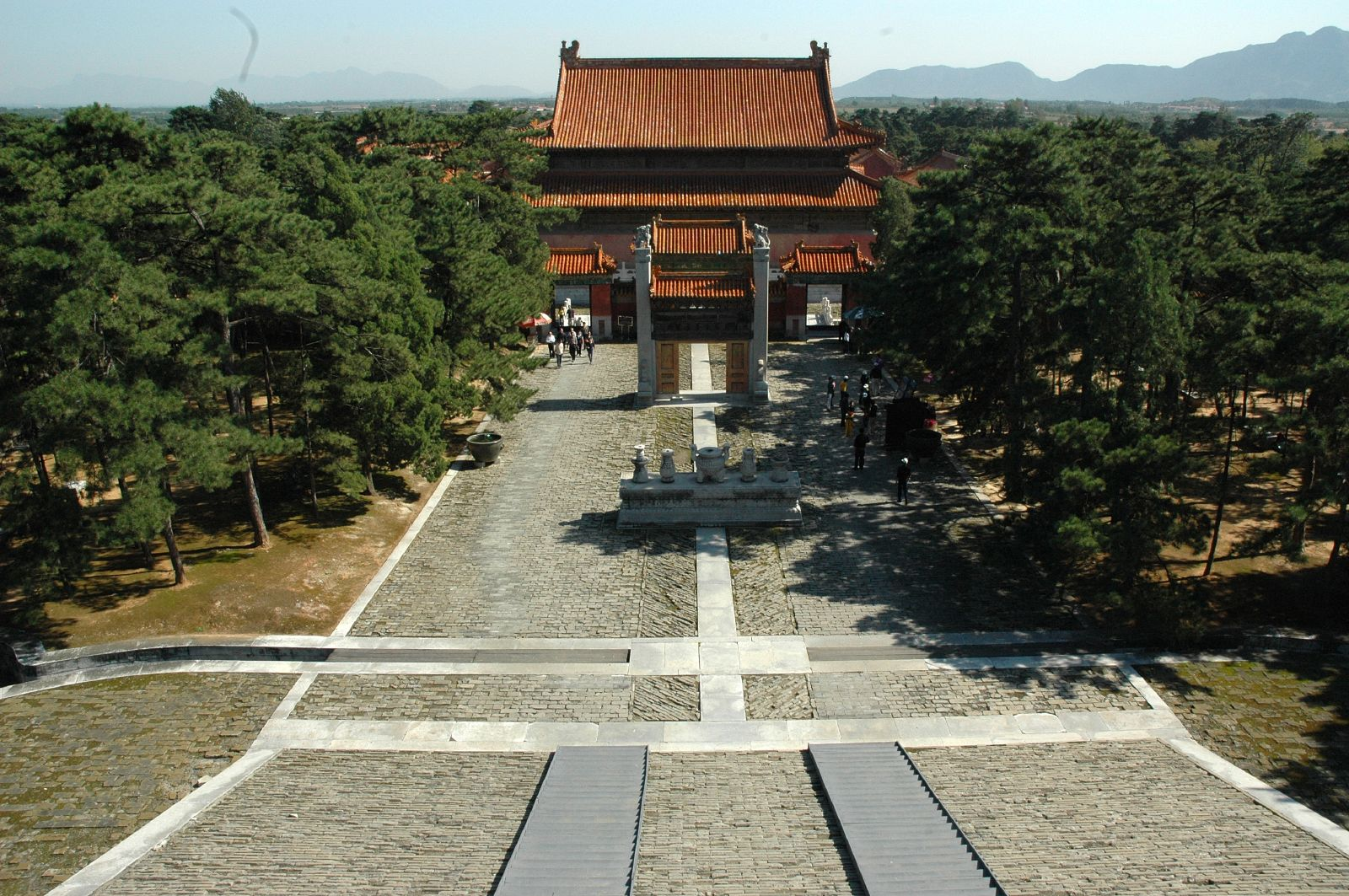
강희제가 묻힌 청동릉의 경릉 침전

강희제 붕어 후, 8황자 패륵 윤사, 9황자 패자 윤당, 10황자 돈군왕 윤아 등은 훗날 목숨이 위태로울까 봐 그들의 넷째 형 윤진이 황위에 오르는 것에 절대 반대하여 그 대안으로 역시 ‘4’자가 붙어 있는 14황자 대장군왕 윤제를 후계자로 우겼으나 강희제의 전위 조서에는 후계자가 4남 윤진으로 표기되어 있었다. 당시 강희제의 유조의 내용 중 황위 승계에 대한 내용을 보면 이렇다. 
| “ | 제4황자 옹친왕 윤진은 인품이 귀중하고 사려가 깊으니 짐이 생각하건대 필히 대통을 이을 자격을 갖추었다. 고로 짐이 죽은 후 짐의 뒤를 이어 즉시 황제의 자리를 잇도록 하고 예법에 따라 상복을 입다가 27일에 평복으로 갈아입고 새 황제의 즉위를 만천하에 알려 사람들이 이 소식을 듣고 알게 하라. | ” |

그리고 4황자 옹친왕 윤진은 유조에 쓰여 있는대로 황위에 오를 명분을 세우고 자신의 이복동생이자 강희제의 13남 윤상에게 원래 윤사의 파가 장악하고 있는 북경 근교의 풍대병영의 군사를 포섭·동원하도록 명령하고 이 군사들을 동원해 반대 세력을 모두 제거하고 황위에 오르니, 이가 청의 제5대 황제인 옹정제이다. 그러나 옹정제가 황제에 오른 이유는 유조개위설, 개조찬위설, 무조탄위설 등 여러 설로 나뉘어 있는데, 일단 당시 강희제는 황위를 물려주려면 당사자인 옹정제를 직접 불러서 황위를 넘긴다는 얘기를 했어야 하나 옹정제나 다른 황자들 및 중신들에게 말하지 않고 곁에 있던 융과다에게만 말을 하였다 한다. 또한 만약 옹정제를 후계자로 점찍었다면 옹정제에게 황위를 잘 부탁한다는 얘기를 하기는커녕 자신의 병세에 대해서만 얘기를 하였다. 다른 유명한 가설로는 옹정제의 명령으로 융과다가 강희제가 원래 점찍어 놓은 ‘14황자 윤제에게 물려준다’(傳位十四皇子) 대신 ‘4황자 윤진에게 물려준다’(傳位于四皇子)라고 교묘히 바꾸고 조작된 이 유조를 공포하여 황위에 올랐다는 설이다.

그러나 이러한 가설은 2013년 9월 4일 중국의 뉴스 포털사이트 텅쉰왕(騰訊網)에 따르면 중국 랴오닝(遼寧)성 문서보관소는 2일 역대 처음으로 강희제의 유조를 공개했는데 이 유조는 만주어와 몽골어로도 쓰여 있어 한자 몇 글자 고치는 유조 조작으로는 그 내용을 바꾸기 어렵게 돼 있다고 한다. 이로써 옹정제가 무려 291년 만에 황위찬탈 혐의를 벗었다.

## 통치 철학과 사상

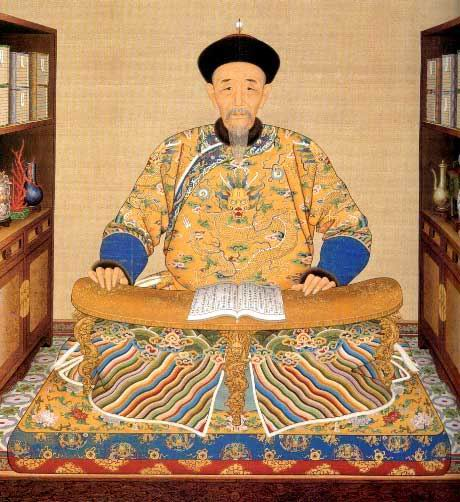
책을 읽는 노년의 강희제

### 유교 사상
강희제는 유교 사상으로 국가를 통치하려 했다. 아버지 순치제와 아들 옹정제가 만주족이 믿던 불교, 즉 라마교를 중요시하였다면 강희제는 오히려 불교를 억제하고 유교를 더욱 중시, 즉 숭유억불을 국시로 삼았는데 그 방식은 청나라 이전에 중국을 다스린 한족 출신의 황제와 그 통치 이념이 비슷하였다. 그러나 그는 그 자신도 불교를 믿어 불교를 그리 심하게 탄압하지는 않았다. 강희제는 군주가 모범을 보여야 백성이 군주를 믿고 따를 것이라 하여 백성을 위해 헌신하는 이른바 ‘섬기는 리더십’을 자신의 통치 철학으로 삼았다. 삼국 시대 때 촉한의 승상 제갈량의 후출사표의 한 구절인 ‘국궁진력’(鞠窮盡力), 즉 ‘모든 것을 쏟아 붇는다’와 국궁진력한 후 ‘안거낙업’(安居樂業), 즉 ‘백성을 편안하게 살게 해주고 즐겁게 일에 종사하게 해준다’를 자신의 평생의 좌우명으로 삼은 것이 좋은 본보기이다. 유교적 사상을 중시한 강희제는 백성들에게 언제나 효를 중시하여 백성에게 유교 지침서를 내렸고 아버지 순치제와 어머니 효강장황후가 떠난 후 자신의 양육을 책임진 조모 효장태황태후를 모시는 데에도 부족함이 없이 효도를 다하려 노력하였다. 효장태황태후는 1688년(강희 27년) 76세를 일기로 세상을 떠날 때까지 강희제에게 지대한 영향을 끼치며 손자인 강희제와 증손자들인 황자들에게 큰 존중을 받았다. 또한 강희제는 인(仁), 덕(德), 예(禮) 중심의 인자한 정치를 펼치고 되도록 과격한 정치를 펴지 않으려 주력하였다. 강희제는 본래 명나라 홍무제가 만들고 순치제가 바꾼 〈육유(六諭)〉를 확대한 〈성유십육조(聖諭十六條)〉를 1667년(강희 6년)에 반포한 뒤 백성들에게 이 내용을 토론하고 실천하도록 하였다. 그리고, 강희제의 뒤를 이은 넷째 아들 옹정제는 성유십육조의 매 조마다 친히 설명을 붙이고 그 의의를 보다 알기 쉽게 해설한 〈성유광훈(聖諭廣訓)〉을 편찬하여 전국에 반포하여, 유교통치이념을 더욱 굳건히 하였다.

### 소통하는 정치, 검소한 삶
강희제는 강화된 황권으로 거의 황제 중심의 독단적으로 나라를 이끌어 갔기에 자칫 전제 독재의 가능성이 보일 수도 있었으나, 스스로 황권을 조절하고 정치의 일부는 재상들이나 대신들과 의논하였으며 당시 궁핍하게 살고 있는 한족들의 사정을 잘 알고 있던 한족 대신들의 의견을 수용하여 정책을 실행하고 선정을 베풀었다. 프랑스의 예수회 선교사 부베는 루이 14세에게 다음과 같이 보고하였다.
| “ | 강희제는 세상에서 가장 부유한 군주입니다. 그럼에도 황제인 그의 생활용품들은 사치스러움과 화려함과는 거리가 멀다 못해 소박하기 그지없습니다. 역대 제왕들 가운데 전례없는 일입니다. | ” |

강희제 스스로도 자신이 직접 쓴 《근검록》에서 다음과 같이 쓰고 있다.
| “ | 모든 비용은 백성들의 피땀으로 얻어진 것이니 주인된 황제로서 절제하고 절제함은 당연한 것이 아닌가 | ” |

이런 강희제의 인자한 정치는 한족이 만주족의 청나라를 지지하게 만드는 데에 크게 일조하였다. 1717년(강희 56년) 강희제는 〈고별상유〉(告別上諭), 즉 마지막으로 백성들에게 바치는 글을 남겼는데 강희제는 “한 가지 일에 부지런하지 않으면 온 천하에 근심을 끼치고, 한 순간에 부지런하지 않으면 천추만대에 우환거리를 남긴다.”라고 역설하였다. 또한 “제왕이 천하를 다스림에 능력이 있는 자를 가까이 두고, 백성들의 세금을 낮추어 주어야 하며, 백성들의 마음을 하나로 묶고, 위태로움이 생기기 전에 나라를 보호하며, 혼란이 있기 전에 이를 먼저 파악하여 잘 다스리고, 관대하고 엄격함의 조화를 이루어 나라를 위한 계책을 도모해야 한다.”라고 후대의 황제에게도 이를 훈계하였다. 강희제는 황제로서 자식과 같은 백성들에게 이런 당부의 말을 남겨 황제로서의 도리를 다하려 하였다.

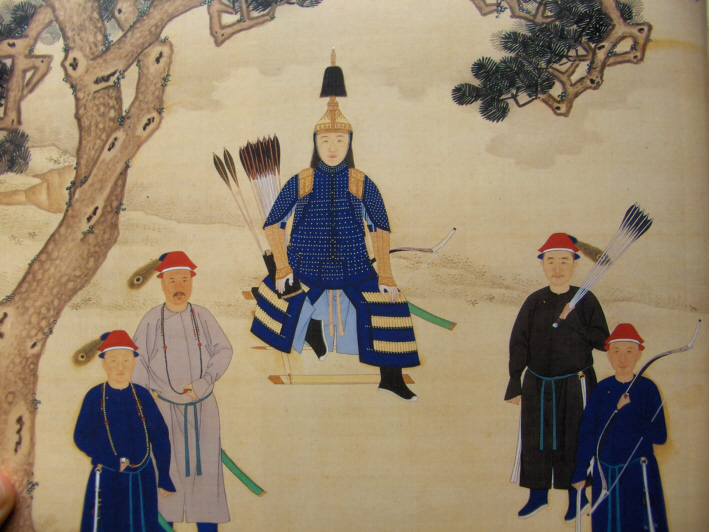
시위들과 함께 사냥터에 나선 강희제

### 성실한 정무와 학문
강희제는 자신에게 올려지는 상소문과 보고서, 비망록 등 하루에 무려 300개에서 400개의 문서들을 모두 읽은 뒤 결재하고, 일일이 그 상소에 대한 비답도 적어주었는데, 심지어는 전시에도 하루에 200개 이상의 문서들을 결재하여 성실함을 보여주었다. 삼번의 난 때에는 무려 하루에 500여 개의 문서들을 본 뒤 다 처리하고 때로는 밤을 새울 때도 많았다 한다. 학식이 높은 황제의 적절한 대안은 성지가 내려오는 즉시 수행하여 백성들이 살기 편안해졌다. 그의 학식은 경연에서도 유감없이 발휘되었는데, 그의 학식과 논리정연한 질문을 듣고 경연에 참가한 재상들과 대신들이 모두 대답을 제대로 못하였다 한다. 수학 등 서양 학문까지 공부한 강희제는 더욱 학식이 풍부해져서 당시 그가 습득한 학식은 당시 루이 14세 치하 프랑스 왕족들의 평균 학식보다 훨씬 우월하였다고 평하기도 한다. 만주족과 한족의 구별을 없애려 하였듯이 선교사들에게도 큰 호의를 베풀어준 강희제는 남방 순행에도 선교사들을 대동하고 떠났다.

### 무에도 능한 군주
이렇게 만주족으로서 중국의 사상, 즉 한족의 사상인 유교에 적극적이었던 강희제였으나 만주족으로서의 근본도 잊지 않았다. 그는 유교를 숭상하였으나 독실한 불교 신자이기도 하였다. 강희제는 엄청난 양의 정무의 스트레스를 타파하기 위해 자주 사냥에 나갔으며 피서산장 근처의 황실 사냥터에서 대신들과 외국 사신들에게 자신의 사냥 솜씨를 마음껏 뽐내어 자신이 정무에만 시달리는 문약한 군주가 아님을 보여주었다. 실제로 그가 몽골에 친히 원정을 간 것 역시 그의 강건함을 볼 수 있는 좋은 예이다. 강희제는 노년기에 스스로 자신이 셀 수 없이 많은 사냥감을 잡았다 하였는데, 실제로 강희제는 강궁을 자유자재로 다룰 만큼 활의 명수였다. 그는 노년기에 자신이 평생동안 사냥해서 잡은 맹수들을 열거하기를 호랑이 135마리, 멧돼지 132마리, 늑대 96마리, 표범 25마리, 곰 20마리, 그리고 원숭이 10마리를 잡았다 한다. 또한 하루에 토끼 310마리를 잡았으며 꿩, 너구리, 사슴은 그 수를 헤아릴 수 없을 정도로 많이 잡았다고 전한다. 강희제는 문(文)과 무(武)를 모두 중시하고 문이 필요할 땐 문사를, 무가 더 필요할 땐 무사를 더 썼지만 언제나 힘의 균형을 잃지 않게 하였다. 이렇게 그는 한쪽에만 치우침이 없이 고루 그에 걸맞은 인재들을 등용하였기에 태평성대를 이룩할 수 있었다.

## 영향과 평가

### 사후의 영향과 업적

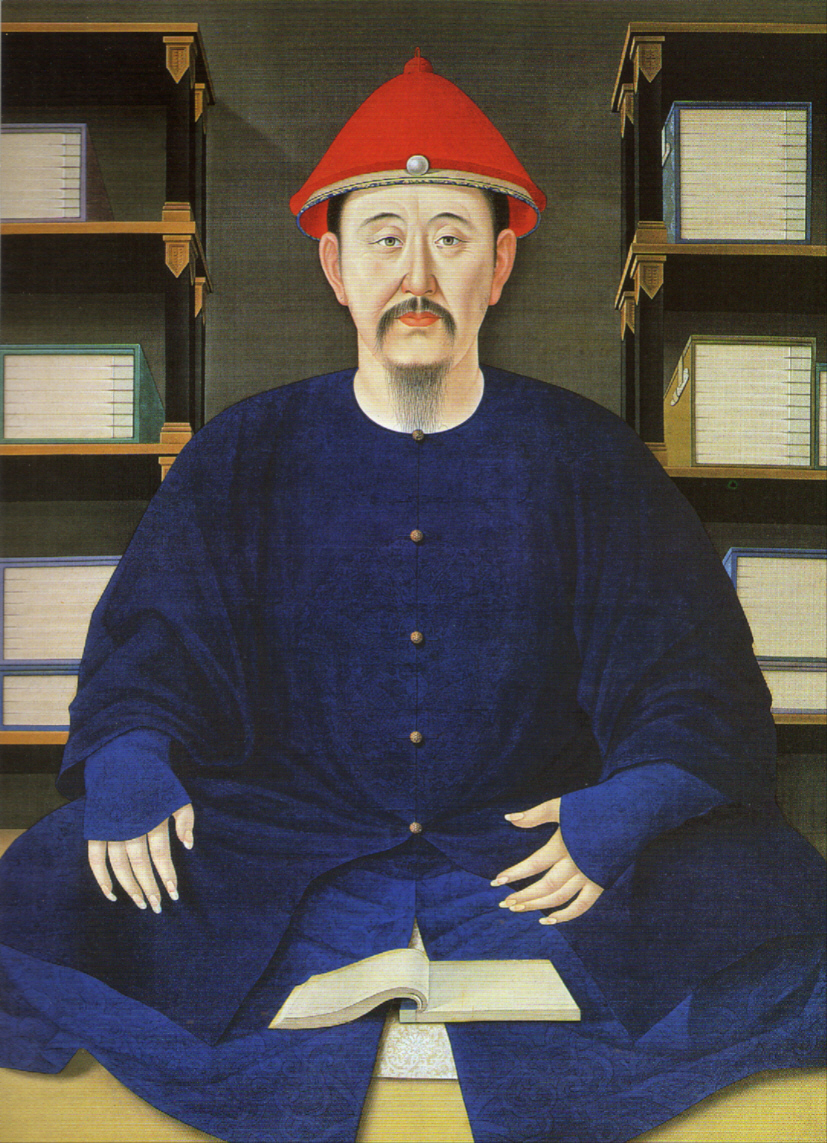
책을 읽는 강희제 (1699년)

오늘날 역사학자들은 대부분 강희제를 긍정적으로 평가하고 있다. 강희제의 훌륭한 정치는 후대에게도 큰 본보기가 되었다. 아들인 옹정제는 부황 강희제가 이룩한 태평성대에서 내치를 더욱 다져서 청나라를 안정시켰으며, 강희제의 손자이자 옹정제의 아들인 건륭제는 조부인 강희제처럼 내정에 신경을 썼지만 역시 외정에도 적극적이어서 위구르와 준가르를 완전히 복속시켰다. 강희제에서 건륭제에 이르는 이 시기를 흔히 강건성세라 한다.
건륭제는 강희제를 평생 모범으로 삼고 감히 조부를 뛰어넘을 수 없다하여 강희제의 재위 기간인 61년보다 적은 재위 60년 만에 퇴위를 하였다.
강희제의 정치는 백성들을 중심으로 그에 맞는 정치를 펼치면 역사 또한 그를 성군으로 평가하게 되는 좋은 예였다. 강희제의 붕어가 세상에 알려졌을 때, 당시 많은 백성들과 대신들이 부음을 접하자마자 바로 무릎을 꿇고 엎드려 대성통곡을 하였다 하는데, 이것도 바로 그가 성군이었음을 짐작할 수 있는 대목이다. 그의 정책 역시 강건성세 시기에는 대체로 변하지 않았으나, 점차 해외 열강들이 청나라의 문제에 개입하기 시작하면서 강희제가 추진하고 이룩한 정책들은 결국 폐기되었다.
청나라 이전에 한족을 제외한 다른 유목 민족들이 중국을 통치할 때, 그들은 언제나 백성들에게 폭압을 가하였으나, 강희제는 오히려 방법을 달리하였다. 그는 언제나 자신보다는 공익이 먼저였고 자신의 재위 기간인 61년간의 기나긴 희생으로 당시 백성들의 삶은 그 뒤로 70여 년간 윤택해지고 안정되었다. 강희제는 당시 아직까지 중국 곳곳에서 반대가 심하였던 만주족의 황조를 굳건히 다졌고 만주족들에게 한족의 문화를 대거 소개함으로써 만주족의 지식과 예절 수준을 높였으나, 훗날 만주족들은 너무 한족의 문화에 동화되어 자신의 정체성과 전통을 거의 잃어버리고 만다. 또한 청나라 멸망 때에는 강희제의 동화 정책 때문이었는지, 만주어를 잘 아는 만주인은 흔치 않았다 한다. 그는 평생 배움에 뜻을 두어 학식 역시 뛰어났다. 명나라의 역사서인 《명사》를 편찬하여 명나라의 정통성을 계승하였으며, 오배와 오삼계 등의 내부의 반대자를 처단하고 황제권을 강화하여 자신의 오랜 재위 기간 동안 신하들이 함부로 넘보지 못할 절대 황제권을 확립하였다.
강희제는 황하와 장강을 보수하여 근처 백성들의 근심을 덜어주었다. 당시까지도 이 두 강은 여름에 계속 범람하여 많은 인명 피해를 냈다. 그러나 재빨리 이에 대한 대책을 마련한 후 완성시키자 한 해에 범람 횟수가 아예 없거나 그 전에 비하여 현저히 줄어들었다. 또한 강희제는 자금성에만 머무르지 않고 중국 곳곳을 돌아다니고 장강 이남으로 순행을 많이 떠나 북방과 남방의 교류를 활발히 만들었으며 러시아와 네르친스크 조약을 맺어 청나라의 동북방에 있던 소요를 잠잠하게 만들었다. 그리고 강희제는 자신이 실정한 것이 있으면 그것을 겸허히 수렴하여 즉시 시행하였고 황제로서의 책임을 솔선수범하여 군주의 모범을 보였고 스스로 자신에게 맞는 통치 환경을 조금씩 만들어나갔다.

### 비판

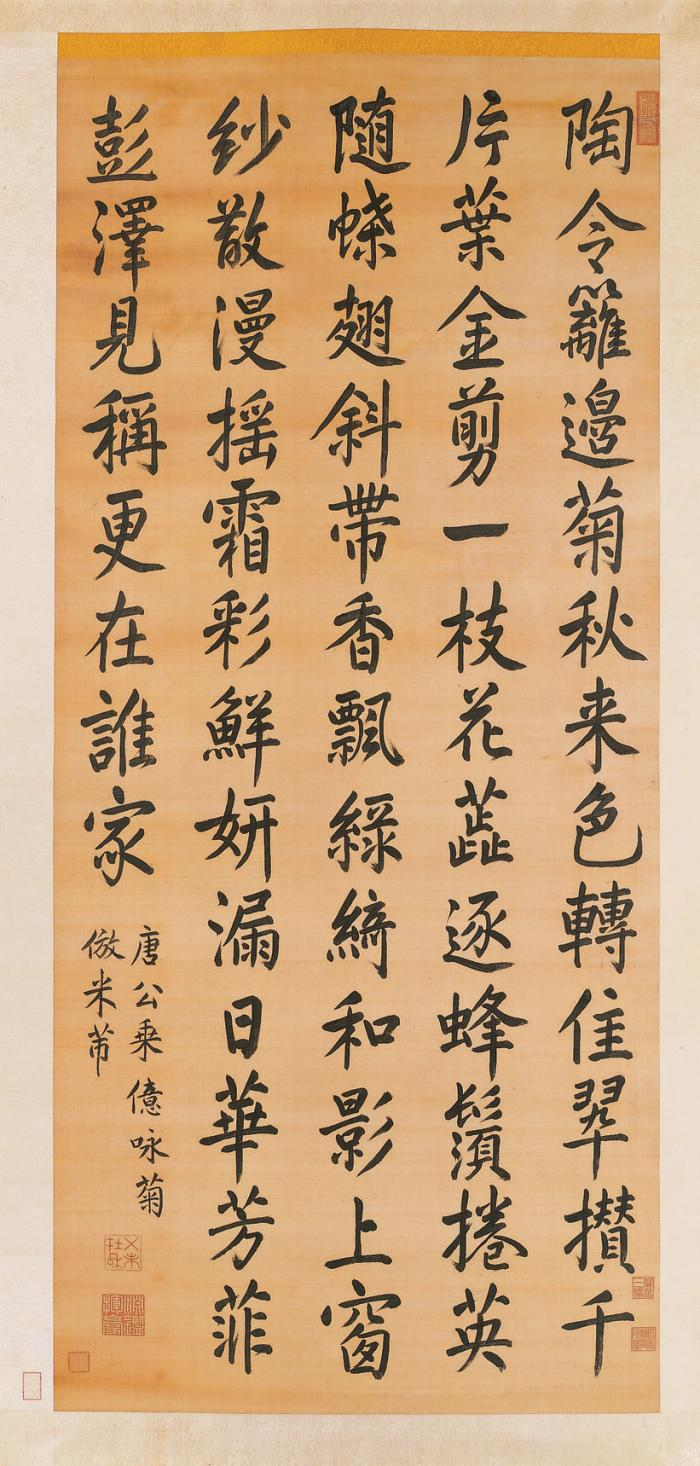
강희제가 쓴 당시(唐詩)

강희제는 강건성세 3대에 걸쳐 문자의 옥을 시작시켜서 한족 학자들을 대거 숙청함으로써 문화를 일시적으로 후퇴시켰고, 명나라의 수녀제(秀女制)를 따르라는 부황 순치제의 유명을 받들었고 그에 충실히 따라 많은 자식들을 두어 황실을 번성시키기는 하였으나 그들의 교육에 실패하여 황태자를 자리에 놓고 황태자였던 윤잉과 쟁탈전을 벌이는 자식들을 제대로 관리하지 못했으며 심지어 편애까지 일삼아 훗날 강희제 말년과 옹정제 초기의 피비린내나는 골육상잔의 원인이 되었다는 비판도 있다. 본래 유교를 숭상하던 강희제는 자식들에게 주입식 유교 교육을 시켰으나 완전히 한족의 문화에 동화되지 않은 황자들은 적장자가 황위를 갖는 것이 아닌 가장 유능한 아들이 황위를 갖는 것이라는 전통을 저버리지 않고 끝내 아버지의 교육에 순응하지 않았다.
처음 강희제는 윤잉에게 매우 큰 기대를 하며 자신의 뒤를 이을 현군이 되길 바랐으나 윤잉이 성인이 되면서부터는 그 기대가 점차 작아지기 시작하였다. 그리고 강희제는 윤잉이 황태자로 있을 때, 많은 황자를 조정과 군의 요직에 임명하였다. 서자이며 능력있는 황자들에겐 요직을 내렸으나 정작 유일한 적자이며 황위를 계승할 한 명의 황자에게는 자신의 순행 때 대리청정을 맡겼으나 황자들 사이에 황위를 놓고 골이 맺혀 형제들은 윤잉의 명령을 듣지 않았다. 그리고 강희제의 비난은 언제나 총책임자인 윤잉에게 돌아갔고 바로 이것이 윤잉을 압박하여 윤잉의 비정상적인 기행을 낳았다. 자신도 나름대로 노력했던 윤잉도 자신의 뜻이 언제나 다른 형제들이나 적대시하는 대신들에게 좌절되자 우울증이 생기고 부황의 비빈을 건드리는 등의 기행으로 스스로를 달랬다. 또한 평생 동안 너무 정무에 매진하였기에 자식들을 제대로 돌볼 여가가 없었고 강희제와 자식들간의 소통은 그리 원만치 않았다. 그로 인해 많은 학자들은 강희제를 수신(修身), 치국(治國), 평천하(平天下)에 성공하였으나 제가(齊家)에서 실패한 군주라 말한다.
일부 학자들은 강희제가 펼친 선정에 대해 단지 전쟁으로 피폐해진 나라를 안정시키기 위해서 정책을 채택한 것으로 백성을 ‘생각했다’는 것이지 결코 정책에 백성을 ‘사랑한다’는 애민(愛民)의 마음은 녹아 있지 않았다고 강희제의 정책을 깎아내리기도 한다.

### 현대의 영향과 평가
현재는 대만 문제와 맞물려서 ‘하나의 중국’ 정책을 내세우고 있는 중화인민공화국에서 강희제의 대만 수복과 몽골 정복 등 그의 민족 융합 업적과 백성을 중히 여기는 이른바 ‘섬기는 리더십’을 높이 사 크게 추켜세운다. 중화인민공화국 국가주석인 장쩌민과 후진타오, 국무원 총리를 지낸 주룽지 역시 중국을 발전시키기 위해서는 강희제에게서 본받아야 한다고 역설하였다. 그러나 일부 학자들은 과거 한족들이 오랑캐라 멸시하던 만주족 출신이고 그들의 지도자였던 강희제를 지금은 한족 중심의 중화인민공화국이 정치 스타일과 대만 수복 등에서 크게 추켜세우는 인물로 둔갑되었다며 이러한 열렬한 강희제 숭배 운동을 비판하였다.
이러한 중국의 적극적인 강희제 홍보는 문화·예술 방면에서도 나타난다. 중화인민공화국의 작가 얼웨허(이월하, 二月河)가 쓴 소설 《강희대제》는 중화인민공화국에서 큰 반향을 일으켰으며, 후속작들인 소설 《옹정황제》·《건륭황제》 등도 독자 사이에서 높은 인기를 구가하였다. 2001년에 중국중앙방송에서 소설 《강희대제》를 원작으로 한 《강희왕조》(康熙王朝)가 방송되어 최고의 시청률을 기록한 사극 드라마 중 하나로 선풍적인 인기를 끌었다. 강희제 역을 맡은 중화인민공화국의 중견 배우인 천다오밍(진도명, 陳道明)은 어린 나이에 즉위한 강희제의 파란만장한 인생과 그의 리더십, 자식들로 인하여 골치를 앓는 모습 등을 잘 보여주었다. 이로 젊은이들에게 강희제의 모습과 그의 이름을 더욱 많이 각인시켜, 중국의 국민 배우 중 한 명으로 자리매김되었다. 《강희왕조》를 시작으로 강희제를 다룬 많은 작품들이 중화인민공화국과 중화민국에서 방송되었고, 이 작품들의 인기 역시 높았다. 《강희왕조》 전에 방송하였으나 강희제의 다음 세대인 옹정 시대를 시대적 배경을 다룬 드라마 《옹정왕조》(雍正王朝)에서도 강희제는 현명하지만 《강희왕조》 때보다 자식들의 일로 피곤한 삶을 산 황제의 모습을 잘 보여주었다. 그러나 홍콩 무협 드라마 《군림천하》(君臨天下)에서는 차남인 윤잉과 14남 윤제만을 편애하다가 이것이 한번도 부정을 받지 못하고 자란 4남 윤진에게 자극제가 되어 결국 윤진에게 염주로 목졸려 살해당하는 비운의 군주로 나온다.
무협소설가 김용(金庸) 역시 청년의 강희제가 오배, 오삼계, 정경 등과 마찰을 빚을 때를 배경으로 한 무협소설 《녹정기》(鹿鼎記)를 썼는데, 여기에서 강희제는 매우 호방한 군주로 나온다. 이 소설은 여러 차례 중국 및 홍콩특별행정구역 그리고 대만의 방송국에서 제작·방영되었다. 대한민국에서는 과거 iTV에서 방영되었던 《회옥공주》(懷玉公主)에서 명나라 영력제의 공주를 사랑하는 황제로 나왔으나 이 드라마에서 전개되는 내용은 거의 허구였다. 아직도 강희제는 그의 손자 건륭제, 할머니인 효장문황후, 그리고 청나라의 문을 닫는 서태후와 함께 청나라를 배경으로 한 역사 예술 작품 중 가장 많이 다루어지는 인물이다.
2008년 마이크로소프트 사에서 만든 게임 에이지 오브 엠파이어 3: 아시아 왕조에 나오는 문명 중 하나인 중국의 지도자가 강희제이기도 하며 게임 역사에 그의 이력과 통치 철학 등의 내용이 상세히 기술되어 있는 등 유럽 및 아메리카 대륙에서도 성군으로 알려져 있다.

## 외모와 식이 요법
당시 청나라 궁정에서 강희제에게 신임을 받던 프랑스 선교사 조아킴 부베는 강희제의 외모를 이렇게 설명했다.
| “ | 황제의 키는 조금 크며, 약간 살이 포동포동 찐 얼굴에는 마마 자국이 있고 이마는 넓고 코와 눈은 한족처럼 작으며, 태도와 예절은 매우 부드럽고 정중하였다. | ” |

강희제는 또한 폭식을 하지 않고 자신의 체질에 맞는 음식을 적당히 먹었다 한다. 그는 신선한 채식 중심의 음식을 많이 먹었고 노년에는 술과 담배를 전혀 하지 않았으며 음식을 먹은 후에는 좋은 생각만 하거나 서양에서 가져온 문물을 보기도 하였고 후원을 산책하며, 또는 독서에 전념하는 등 음식의 소화에까지도 신경을 썼다 한다.

## 가족
강희제는 황후 네 명, 황귀비 세 명, 귀비 세 명을 두었으며, 첩지를 받은 후비가 모두 64명으로 중국의 역대 황제 중 가장 많은 후비를 거느렸다. 슬하에는 35남 20녀를 두었으나 이 중 아들 11명은 영·유아 때 요절하여 작위를 받지 못하였다.

### 조부모와 부모
- 조부: 태종 숭덕문황제(太宗 崇德文皇帝) 황태극(皇太極)
- 조모: 효장문황후 박이제길특씨(孝莊文皇后 博爾濟吉特氏)
- 부친: 세조 순치장황제(世祖 順治章皇帝) 복림(福臨)
- 모친: 효강장황후 동가씨(孝康章皇后 佟佳氏)

### 황후
| 봉호       | 시호                    | 이름(성씨)             | 재위년도        | 생몰년도        | 국구(장인/장모) | 별칭   | 비고   |
| ---------- | ----------------------- | ---------------------- | --------------- | --------------- | --- | ------ | ------ |
| 황후(皇后) | 효성인황후 (孝誠仁皇后) | 허셔리 씨 (赫舍里氏)   | 1665년 ~ 1674년 | 1653년 ~ 1674년 | 일등승은각희공 (一等承恩恪僖公) 혁서리 갈포라 (赫舍里 噶布喇)                                                          | [ 79 ] | [ 80 ] |
| 황후(皇后) | 효소인황후 (孝昭仁皇后) | 니오후루 씨 (鈕祜祿氏) | 1677년 ~ 1678년 | 1653년 ~ 1678년 | 일등승은각희공 (一等承恩恪僖公) 니오후루 어빌룬 (鈕祜祿 遏必隆) 일품고명부인 (一品誥命夫人) 슈슈기오로 씨 (舒舒覺羅氏) |        |        |
| 황후(皇后) | 효의인황후 (孝懿仁皇后) | 퉁기야 씨 (佟佳氏)     | 1689년          | 1657년 ~ 1689년 | 일등승은단순공 (一等承恩端純公) 퉁 구워워이 (佟國維) 일품부인 (一品夫人) 허셔리 씨 (赫舍里氏)                          | [ 81 ] | [ 82 ] |
| 덕비(德妃) | 효공인황후 (孝恭仁皇后) | 우야 씨 (烏雅氏)       | (추존)          | 1660년 ~ 1724년 | 일등승은공 (一等承恩公) 오아 위무 (烏雅 威武)                                                                          | [ 83 ] | [ 84 ] |

### 후궁

#### 귀비
| 황귀비(皇貴妃)      |                         |                        |                 |        |        |
| 봉호                | 시호                    | 이름(성씨)             | 생몰년도        | 별칭   | 비고   |
| 황귀비 (皇貴妃)     | 각혜황귀비 (慤惠皇貴妃) | 퉁기야 씨 (佟佳氏)     | 1668년 ~ 1743년 | [ 85 ] | [ 86 ] |
| 화황귀비 (和皇貴妃) | 돈이황귀비 (惇怡皇貴妃) | 구왈기야 씨 (瓜爾佳氏) | 1683년 ~ 1768년 | [ 87 ] |        |
| 민비(敏妃)          | 경민황귀비 (敬敏皇貴妃) | 장기야 씨 (章佳氏)     | ? ~ 1699년      |        |        |

| 귀비(貴妃) |                     |                        |            |                |      |
| 봉호       | 시호                | 이름(성씨)             | 생몰년도   | 별칭           | 비고 |
| 귀비(貴妃) | 온희귀비 (溫喜貴妃) | 니오후루 씨 (鈕祜祿氏) | ? ~ 1694년 | 적복진(嫡福晉) |      |

#### 비빈
| 비(妃)     |                                                |                 |                |        |
| 봉호       | 이름(성씨)                                     | 생몰년도        | 별칭           | 비고   |
| 평비(平妃) | 혀서리 씨(赫舍里氏)                            | ? ~ 1696년      | 근비(僅妃)     | [ 88 ] |
| 밀비(密妃) | 왕씨(王氏)                                     | 1675년 ~ 1744년 | [ 89 ]         |        |
| 근비(勤妃) | 진씨(陳氏)                                     | ? ~ 1753년      | [ 90 ]         |        |
| 혜비(惠妃) | 나라 씨(拉喇氏)                                | ? ~ 1732년      | 혜빈(惠嬪)     |        |
| 의비(宜妃) | 곽락라 씨(郭絡羅氏)                            | ? ~ 1733년      | 의빈(宜嬪)     |        |
| 영비(榮妃) | 마기야 씨(馬佳氏)                              | ? ~ 1727년      | 영빈(榮嬪)     |        |
| 정비(定妃) | 만유합 씨(萬琉哈氏) 이름 뉴뉴(妞妞)            | 1661년 ~ 1757년 | 정빈(定嬪)     |        |
| 선비(宣妃) | 보르지기트 씨(博尔濟吉特氏)                    | ? ~ 1736년      | 헌비(憲妃)     |        |
| 성비(成妃) | 다이기야 씨(戴佳氏)                            | ? ~ 1740년      |                |        |
| 양비(良妃) | 각선씨(覺禅氏) 혹은 위씨(卫氏) 이름 쌍저(雙姐) | ? ~ 1711년      | 양빈(良嬪)     |        |
| 혜비(慧妃) | 보르지기트 씨(博尔濟吉特氏)                    | ? ~ 1670년      | 측복진(側福晉) |        |

| 빈(嬪)     |                            |                 |                |      |
| 봉호       | 이름(성씨)                 | 생몰년도        | 별칭           | 비고 |
| 안빈(安嬪) | 이씨(李氏)                 |                 | 안빈(安嬪)     |      |
| 경빈(敬嬪) | 왕가씨(王佳氏)             |                 | 경빈(敬嬪)     |      |
| 단빈(端嬪) | 동씨(董氏)                 | ? ~ 1718년      | 단빈(端嬪)     |      |
| 희빈(僖嬪) | 혁사리씨(赫舍里氏)         | ? ~ 1702년      | 희빈(僖嬪)     |      |
| 통빈(通嬪) | 납라씨(拉喇氏)             | ? ~ 1744년      | 통귀인(通貴人) |      |
| 양빈(襄嬪) | 고씨(高氏) 이름 재의(在儀) | ? ~ 1746년      | 양상재(襄常在) |      |
| 근빈(謹嬪) | 색혁도씨(色赫圖氏)         | 1698년 ~ 1739년 | 근상재(謹常在) |      |
| 정빈(靜嬪) | 석씨(石氏)                 | ? ~ 1758년      | 정상재(靜常在) |      |
| 희빈(㜯嬪) | 진씨(陣氏)                 | ? ~ 1737년      | 희상재(㜯常在) |      |
| 목빈(穆嬪) | 진씨(陣氏)                 | ? ~ 1727년      | 목상재(穆常在) |      |

#### 귀인
| 귀인(貴人)      |                    |                 |      |      |
| 봉호            | 이름(성씨)         | 생몰년도        | 별칭 | 비고 |
| 귀인(貴人)      | 곽락라씨(郭絡羅氏) | 1653년 ~ ?      |      |      |
| 포귀인(布貴人)  | 조가씨(兆佳氏      | ? ~ 1717년      |      |      |
| 원귀인(袁貴人)  | 원씨(袁氏)         | ? ~ 1719년      |      |      |
| 이귀인(伊貴人)  | 역씨(易氏)         | ? ~ 1728년      |      |      |
| 백귀인(白貴人)  | 진씨(陳氏)         |                 |      |      |
| 귀인(貴人)      | 납라씨(納喇氏)     |                 |      |      |
| 귀인(貴人)      | 납라씨(納喇氏)     |                 |      |      |
| 신귀인(新貴人)  |                    | ? ~ 1716년      |      |      |
| 마귀인(馬貴人)  |                    |                 |      |      |
| 윤귀인(尹貴人)  |                    |                 |      |      |
| 락귀인(洛貴人)  |                    |                 |      |      |
| 문귀인(文貴人)  |                    | ? ~ 1736년      |      |      |
| 람귀인 (藍貴人) |                    | ? ~ 1736년      |      |      |
| 상귀인 (常貴人) |                    | 1681년 ~ 1754년 |      |      |
| 소귀인 (苏貴人) |                    |                 |      |      |
| 선귀인 (仙貴人) |                    |                 |      |      |

#### 서비
서비는 책봉되지 않은 후궁들을 가리키는데, 어떤 후궁으로는 정식 책봉되지는 않았지만, 궁내에서는 빈, 심지어는 귀비로 불리기도 했다. 순의밀비는 소절에서 왕빈이라 불리고, 평비 허셔리씨는 청초 중신 왕희에게 귀비라 불렸다. 일부 서비들은 빈, 심지어는 비까지 받을 수 있었다. 강희 36년의 『강희조만문주비』에 비가 6명이라고 나와 있는데, 이때 정식으로 비에 책봉된 사람은 4명에 불과했기 때문이다.
| 서비(庶妃) |                      |          |      |      |
| 봉호       | 이름(성씨)           | 생몰년도 | 별칭 | 비고 |
| 서비(庶妃) | 니오후루씨(钮祜禄氏) |          |      |      |
| 서비(庶妃) | 장씨(張氏            |          |      |      |
| 서비(庶妃) | 왕씨(王氏)           |          |      |      |
| 서비(庶妃) | 류씨(劉氏)           |          |      |      |

#### 상재
| 상재(常在)     |            |          |      |      |
| 봉호           | 이름(성씨) | 생몰년도 | 별칭 | 비고 |
| 윤상재(尹常在) |            |          |      |      |
| 색상재(色常在) |            |          |      |      |
| 수상재(壽常在) |            |          |      |      |
| 상상재(常常在) |            |          |      |      |
| 서상재(瑞常在) |            |          |      |      |
| 서상재(徐常在) |            |          |      |      |
| 석상재(石常在) |            |          |      |      |
| 녹상재(祿常在) |            |          |      |      |
| 우상재(牛常在) |            |          |      |      |
| 사상재(查常在) |            |          |      |      |
| 요상재(堯常在) |            |          |      |      |
| 내상재(内常在) |            |          |      |      |

#### 답응
강희제는 200명이 넘는 사람을 답응으로 데리고 있었고, 강희 46년 연간, 강희제의 후궁은 건청궁 주위 16명, 대답응 10명이었다. 강희 연간의 건청궁 주위는 황후 이하, 대답응 이상의 비를 말한다. 따라서 경양궁의 주위는 강희제의 후비가 아니거나, 경양궁을 중심으로 한 부속건물군 내의 궁녀들이어야하는데, 예를들어 건청궁의 주위는 실제 동6궁, 서6궁에 거주하게 된다. 또한 육경궁의 주위는 황태자의 처첩이다.
| 답응(答應)     |            |          |      |      |
| 봉호           | 이름(성씨) | 생몰년도 | 별칭 | 비고 |
| 귀답응(貴答應) |            |          |      |      |
| 령답응(靈答應) |            |          |      |      |
| 춘답응(春答應) |            |          |      |      |
| 효답응(曉答應) |            |          |      |      |
| 경답응(慶答應) |            |          |      |      |
| 수답응(秀答應) |            |          |      |      |
| 치답응(治答應) |            |          |      |      |
| 묘답응(妙答應) |            |          |      |      |
| 우답응(牛答應) |            |          |      |      |
| 쌍답응(双答應) |            |          |      |      |
| 채답응(采答應) |            |          |      |      |
| 향답응(向答應) |            |          |      |      |
| 장답응(蔣答應) |            |          |      |      |
| 봉답응(丰答應) |            |          |      |      |
| 서답응(瑞答應) |            |          |      |      |
| 원답응(袁答應) |            |          |      |      |
| 어답응(御答應) |            |          |      |      |
| 옥답응(玉答應) |            |          |      |      |

#### 복진 및 격격
강희조 초기에는 여전히 복진과 격격을 후궁이라 불렀다. 중기 이후에는 후궁의 정식 책봉이 있었다. 격격이라는 호는 강희조 후기에 사용되었으며, 지위가 낮았다. 건륭 19년 2월, 조팔리둔에 144명의 격격이 안장되었고, 제단 뒤 무덤에 1명의 격격이 안장되어 총 145명의 격격이 있다. 그 중 강희제의 격격이 얼마나 될지는 모른다.
| 복진(福晋) 및 격격(格格) |                                        |          |      |      |
| 봉호                     | 이름(성씨)                             | 생몰년도 | 별칭 | 비고 |
| 몽골격격(蒙古格格)       | 자루트보르지기트씨(扎鲁特博尔济吉特氏) |          |      |      |
| 격격(格格)               | 니오후루씨(钮祜禄氏)                   |          |      |      |
| 격격(格格)               | 나라씨(纳喇氏)                         |          |      |      |
| 격격(格格)               | 찰사호리씨(扎斯瑚里氏)                 |          |      |      |
| 격격(格格)               | 동씨(佟氏)                             |          |      |      |
| 영격격(荣格格)           |                                        |          |      |      |
| 곽격격(霍格格)           |                                        |          |      |      |

### 황자
| -    | -      | 봉호                        | 시호        | 이름                                               | 생몰년도        | 별칭    | 생모                | 자식           | 비고                       |
| ---- | ------ | --------------------------- | ----------- | -------------------------------------------------- | --------------- | ------- | ------------------- | -------------- | -------------------------- |
| 장남 |        |                             |             | 승서(承瑞)                                         | 1667년 ~ 1670년 |         | 영비 마가씨         |                | 요절함.                    |
| 차남 |        |                             |             | 승호(承祜)                                         | 1670년 ~ 1672년 |         | 효성인황후 혁사리씨 |                | 요절함.                    |
| 3남  |        |                             |             | 승경(承慶)                                         | 1670년 ~ 1671년 |         | 혜비 납라씨         |                | 요절함.                    |
| 4남  |        |                             |             | 새음찰혼(賽音擦渾)                                 | 1671년 ~ 1674년 |         | 영비 마가씨         |                | 요절함.                    |
| 5남  | 1황자  | 고산패자 (固山貝子)         |             | 아이신기오로 윤지 (愛新覺羅 允禔 /애신각라 윤제)   | 1672년 ~ 1735년 | [ 91 ]  | 혜비 납라씨         | 15남 14녀      | [ 92 ]                     |
| 6남  |        |                             |             | 장화(長華)                                         | 1674년          |         | 영비 마가씨         |                | 요절함.                    |
| 7남  | 2황자  | 화석이친왕 (和碩理親王)     | 밀(密)      | 아이신기오로 윤청 (愛新覺羅 允礽 /애신각라 윤잉)   | 1674년 ~ 1725년 | [ 93 ]  | 효성인황후 혁사리씨 | 12남 14녀      | [ 94 ]                     |
| 8남  |        |                             |             | 장생(長生)                                         | 1675년 ~ 1677년 |         | 영비 마가씨         |                | 요절함.                    |
| 9남  |        |                             |             | 만보(萬黼)                                         | 1675년 ~ 1679년 |         | 통빈 납라씨         |                | 요절함.                    |
| 10남 | 3황자  | 화석성친왕 (和碩誠親王)     | 은(隱)      | 아이신기오로 윤치 (愛新覺羅 允祉 /애신각라 윤지)   | 1677년 ~ 1732년 | [ 95 ]  | 영비 마가씨         | 12남 6녀       |                            |
| 11남 | 4황자  | 화석옹친왕 (和碩雍親王)     |             | 아이신기오로 인전 (愛新覺羅 胤禛 /애신각라 윤진)   | 1678년 ~ 1735년 | [ 96 ]  | 효공인황후 오아씨   | 10남 4녀       | 제5대 황제 옹정제(雍正帝). |
| 12남 |        |                             |             | 윤찬(胤禶)                                         | 1679년 ~ 1680년 |         | 통빈 납라씨         |                | 요절함.                    |
| 13남 | 5황자  | 화석항친왕 (和碩恒親王)     | 온(溫)      | 아이신기오로 윤키 (愛新覺羅 允祺 /애신각라 윤기)   | 1680년 ~ 1732년 | [ 97 ]  | 의비 곽락라씨       | 7남 6녀        |                            |
| 14남 | 6황자  |                             |             | 윤조(胤祚)                                         | 1680년 ~ 1685년 |         | 효공인황후 오아씨   |                | 요절함.                    |
| 15남 | 7황자  | 화석순친왕 (和碩淳親王)     | 도(度)      | 아이신기오로 윤이오 (愛新覺羅 允祐 /애신각라 윤우) | 1680년 ~ 1730년 | [ 98 ]  | 성비 대가씨         | 7남 9녀        |                            |
| 16남 | 8황자  | 화석염친왕 (和碩廉親王)     |             | 아이신기오로 윤시 (愛新覺羅 允禩 /애신각라 윤사)   | 1681년 ~ 1726년 | [ 99 ]  | 양비 위씨           | 1남 1녀        | [ 100 ]                    |
| 17남 | 9황자  | 이혁패자 (已革貝子)         |             | 아이신기오로 윤탕 (愛新覺羅 允禟 /애신각라 윤당)   | 1683년 ~ 1726년 | [ 101 ] | 의비 곽락라씨       | 8남 6녀        | [ 100 ]                    |
| 18남 | 10황자 | 보국공 (輔國公)             |             | 아이신기오로 윤오 (愛新覺羅 允䄉 /애신각라 윤아)   | 1683년 ~ 1741년 | [ 102 ] | 온희귀비 뉴호록씨   |                | [ 100 ]                    |
| 19남 |        |                             |             | 윤위(胤褘)                                         | 1683년 ~ 1684년 |         | 귀인 곽락라씨       |                | 요절함.                    |
| 20남 | 11황자 |                             |             | 윤자(胤禌)                                         | 1685년 ~ 1696년 |         | 의비 곽락라씨       |                | 요절함.                    |
| 21남 | 12황자 | 화석이친왕 (和碩履親王)     | 의(懿)      | 아이신기오로 윤토우 (愛新覺羅 允祹 /애신각라 윤도) | 1686년 ~ 1763년 | [ 103 ] | 정비 만류합씨       | 6남 6녀 +1양자 |                            |
| 22남 | 13황자 | 화석이친왕 (和碩怡親王)     | 현(賢)      | 아이신기오로 인시양 (愛新覺羅 胤祥 /애신각라 윤상) | 1686년 ~ 1730년 |         | 경민황귀비 장가씨   | 9남 4녀        |                            |
| 23남 | 14황자 | 다라순군왕 (多羅恂郡王)     | 근(勤)      | 아이신기오로 윤티 (愛新覺羅 允禵 /애신각라 윤제)   | 1688년 ~ 1755년 | [ 104 ] | 효공인황후 오아씨   | 4남 7녀        | [ 105 ]                    |
| 24남 |        |                             |             | 윤기(胤禨)                                         | 1691년          |         | 평비 혁사리씨       |                | 요절함.                    |
| 25남 | 15황자 | 다라유군왕 (多羅愉郡王)     | 각(恪)      | 아이신기오로 윤우 (愛新覺羅 允禑 /애신각라 윤우)   | 1693년 ~ 1731년 | [ 106 ] | 순의밀비 왕씨       | 5남            |                            |
| 26남 | 16황자 | 화석장친왕 (和碩莊親王)     | 각(恪)      | 아이신기오로 윤루 (愛新覺羅 允祿 /애신각라 윤록)   | 1695년 ~ 1767년 |         | 순의밀비 왕씨       | 10남 9녀       |                            |
| 27남 | 17황자 | 화석과친왕 (和碩果親王)     | 의(毅)      | 아이신기오로 윤리이 (愛新覺羅 允禮 /애신각라 윤례) | 1695년 ~ 1768년 | [ 107 ] | 순유근비 진씨       | 2남 1녀 +1양자 |                            |
| 28남 | 18황자 |                             |             | 윤개(胤祄)                                         | 1701년 ~ 1708년 |         | 순의밀비 왕씨       |                | 요절함.                    |
| 29남 | 19황자 |                             |             | 윤직(胤禝)                                         | 1702년 ~ 1704년 |         | 양빈 고씨           |                | 요절함.                    |
| 30남 | 20황자 | 다라패륵 (多羅貝勒)         | 간정 (簡靖) | 아이신기오로 윤이 (愛新覺羅 允禕 /애신각라 윤의)   | 1706년 ~ 1755년 | [ 108 ] | 양빈 고씨           | 1남            |                            |
| 31남 | 21황자 | 다라신군왕 (多羅愼郡王)     | 정(靖)      | 아이신기오로 윤히 (愛新覺羅 允禧 /애신각라 윤희)   | 1711년 ~ 1758년 | [ 109 ] | 희빈 진씨           | 2남 3녀        |                            |
| 32남 | 22황자 | 다라패륵 (多羅貝勒)         | 공근 (恭勤) | 아이신기오로 윤휴 (愛新覺羅 允祜 /애신각라 윤호)   | 1712년 ~ 1744년 | [ 110 ] | 근비 색혁도씨       | 5남 4녀        |                            |
| 33남 | 23황자 | 군왕품급패륵 (郡王品級貝勒) | 성(誠)      | 아이신기오로 윤치 (愛新覺羅 允祁 /애신각라 윤기)   | 1714년 ~ 1785년 | [ 111 ] | 정빈 석씨           | 7남            |                            |
| 34남 | 24황자 | 화석함친왕 (和碩諴親王)     | 각(恪)      | 아이신기오로 윤비 (愛新覺羅 允祕 /애신각라 윤비)   | 1716년 ~ 1773년 |         | 목빈 진씨           | 4남 1녀        |                            |
| 35남 |        |                             |             | 윤원(胤禐)                                         | 1718년 ~ 1718년 |         | 귀인 진씨           |                | 요절함.                    |

### 황녀
| -    | 봉호                        | 별칭    | 생몰년도        | 생모(생부)                                                                             | 부마                                                                  | 비고    |
| ---- | --------------------------- | ------- | --------------- | -------------------------------------------------------------------------------------- | --------------------------------------------------------------------- | ------- |
| 장녀 |                             |         | 1668년 ~ 1671년 | 서비 장씨                                                                              |                                                                       | 요절함. |
| 차녀 |                             |         | 1671년 ~ 1673년 | 단빈 동씨                                                                              |                                                                       | 요절함. |
| 3녀  | 고륜영헌공주 (固倫榮憲公主) | [ 112 ] | 1673년 ~ 1728년 | 영비 마가씨                                                                            | 다라군왕 (多羅郡王) 박이제길특 오이곤 (博爾濟吉特 烏爾袞)             |         |
| 4녀  |                             |         | 1674년 ~ 1678년 | 서비 장씨                                                                              |                                                                       | 요절함. |
| 5녀  | 화석단정공주 (和碩端靜公主) | [ 113 ] | 1674년 ~ 1710년 | 포귀인 조가씨                                                                          | 다라두릉군왕 (多羅杜棱郡王) 오양한 갈이장 (烏梁罕 噶爾臧)             |         |
| 6녀  | 고륜각정공주 (固倫恪靖公主) | [ 114 ] | 1679년 ~ 1736년 | 귀인 곽락라씨                                                                          | 화석친왕 (和碩親王) 박이제길특 돈다포다이제 (博爾濟吉特 敦多布多爾濟) |         |
| 7녀  |                             |         | 1682년          | 효공인황후 오아씨                                                                      |                                                                       | 요절함. |
| 8녀  |                             |         | 1683년          | 효의인황후 동가씨                                                                      |                                                                       | 요절함. |
| 9녀  | 고륜온헌공주 (固倫溫憲公主) | [ 115 ] | 1683년 ~ 1702년 | 효공인황후 오아씨                                                                      | 동가 순안안 (佟佳 舜安顔)                                             |         |
| 10녀 | 고륜순각공주 (固倫純慤公主) | [ 116 ] | 1685년 ~ 1710년 | 통빈 납라씨                                                                            | 화석초용양친왕 (和碩超勇襄親王) 박이제길특 책릉 (博爾濟吉特 策棱)     |         |
| 11녀 |                             |         | 1685년 ~ 1686년 | 온희귀비 뉴호록씨                                                                      |                                                                       | 요절함. |
| 12녀 |                             |         | 1686년 ~ 1697년 | 효공인황후 오아씨                                                                      |                                                                       | 요절함. |
| 13녀 | 화석온각공주 (和碩溫恪公主) | [ 117 ] | 1687년 ~ 1709년 | 경민황귀비 장가씨                                                                      | 다라두릉군왕 (多羅杜棱郡王) 박이제길특 창진 (博爾濟吉特 倉津)         |         |
| 14녀 | 화석각정공주 (和碩慤靖公主) |         | 1689년 ~ 1736년 | 귀인 원씨                                                                              | 손승운 (孫承運)                                                       |         |
| 15녀 | 화석돈각공주 (和碩敦恪公主) |         | 1691년 ~ 1709년 | 경민황귀비 장가씨                                                                      | 박이제길특 다이제 (博爾濟吉特 多爾濟)                                 |         |
| 16녀 |                             |         | 1695년 ~ 1707년 | 서비 왕씨                                                                              |                                                                       | 요절함. |
| 17녀 |                             |         | 1698년 ~ 1701년 | 서비 유씨                                                                              |                                                                       | 요절함. |
| 18녀 |                             |         | 1701년          | 돈이황귀비 과이가씨                                                                    |                                                                       | 요절함. |
| 19녀 |                             |         | 1703년 ~ 1705년 | 양빈 고씨                                                                              |                                                                       | 요절함. |
| 20녀 |                             |         | 1708년          | 서비 뉴호록씨                                                                          |                                                                       | 요절함. |
| 양녀 |                             |         |                 |                                                                                        |                                                                       |         |
| -    | 고륜순희공주 (固倫純禧公主) | [ 118 ] | 1671년 ~ 1741년 | 공친왕(恭親王) 아이신기오로 창닝 (愛新覺羅 常寧) 서복진(庶福晉) 진씨(晉氏)             | 이등초용의열백 (二等超勇義烈伯) 박이제길특 반제 (博爾濟吉特 班第)     | [ 119 ] |
| -    | 군주(君主)                  |         | 1697년 ~ 1735년 | 이밀친왕(理密親王) 아이신기오로 윤청 (愛新覺羅 允仍) 적복진(嫡福晉) 과이과씨(瓜爾佳氏) | 달이한패륵 (達爾漢貝勒) 아라포탄 (阿喇布坦)                           | [ 120 ] |

## 기년과 연호
| 연호       | 사용기간 | 사용기간 | 년수 | 비고 |
| ---------- | -------- | -------- | ---- | ---- |
| 강희(康熙) | 1662년   | 1722년   | 61년 |      |

## 같이 보기
- 강희(康熙, 1622년 ~ 1722년) - 강희제의 연호.
- 효장문황후
- 순치제
- 효강장황후
- 옹정제
- 건륭제
- 청나라
- 중국의 기독교
- 《강희왕조》
- 《군림천하》
- 《회옥공주》
- 다이아몬드 쥬빌리
- TVB 녹정기 1984 배우: 유덕화
- TVB 녹정기 1998 배우: 마준위

### 주해
1. ↑  청사고 본기 권6 聖祖本紀一  에서는 다음과 같이 협엽의 영민함을 기록하고 있다. 天表英俊，嶽立聲洪。六齡，偕兄弟問安。世祖問所欲。皇二子福全言：「原爲賢王。」帝言：「原效法父皇。」世祖異焉。
2. ↑  이름은 전해지지 않았으나, 순치제가 제일 총애하던 현비 동악씨의 소생이었으며 1657년(순치 14년)에 황태자로 지명되었으나 1658년(순치 15년)에 요절하고 난 뒤에 영친왕(榮親王)으로 추봉, 곧 황태자로 정식 추봉되었다.
3. ↑  흔히 순치제가 이 때 천연두로 붕어하였다 하나, 그때엔 이미 천연두가 진정되었고 조정에서 급작스럽게 붕어 사실을 발표하여 순치제의 죽음에 의문을 제기하는 주장이 만만치 않았다. 이로 인해 불심이 깊어던 순치제가 스스로 황위를 버리고 출가하였다는 설이 있다.
4. ↑  팔기군 가운데 정황기, 양황기, 정백기 출신만 뽑았으며 각 기당 2인씩 배출할 수 있는 정1품의 최고 관직이었다.
5. ↑  보정대신들은 과거 환관들이 여러 번 나라를 망치는 데 주범이었다는 것과 당시 환관들은 모두 한족 출신이라 자신들의 말을 듣지 않을까 봐 신속히 십삼아문을 폐지하였다.
6. ↑  당시 오배의 전횡으로 많은 백성들이 조정과 관아에 탄원하였으나, 오배의 권력이 워낙 막강하였기에 들어주지 못하고, 심지어는 오배의 하수인들이 탄원한 백성들의 집을 난장판으로 만들고 죽이기까지 하여 백성들의 눈총을 받았다. - 등예쥔 외 다수의 출처 (참고 문헌 참조)
7. ↑  당시 섬서와 하남 지역을 지키던 장군들은 거의 한족이었는데 이들은 삼번에 대해 동족감을 느꼈으며, 군부에서 오배 다음으로 실세였으며 막강한 군세를 지닌 오삼계에게는 적수가 되지 못하여 스스로 삼번 연합군에게 무기를 내려놓았다.
8. ↑  강희제의 이러한 말에 동지사 복선군 이남은 "어찌 신하가 강하여 이렇게 백성이 굶주리게 되었을 리가 있습니까. 근년 이래로 저희 나라에 홍수와 가뭄이 잇달아서 연이어 흉년을 당하였습니다. 그리하여 국가의 재정이 바닥나고 백성이 도탄에 빠졌으므로 임금과 신하가 밤낮으로 황급해 하고 심지어는 대내에 진공하는 물건까지도 모두 줄여 가면서 죽어가는 백성을 구제하고 있습니다. 이러한 상황 속에서도 사대(事大)의 예를 폐기하지 않고 이번 진헌(進獻)에 힘을 다해 장만하여 겨우 거르는 것을 면하였는데, 어찌 신하가 강하여 백성의 빈궁을 가져오는 일이 있겠습니까."하고 대답하였고 강희제는 "정사가 국왕의 친척이여서 저리 말하는 것"이라 반응하였다. 조선왕조실록의 같은 기사
9. ↑  당시 서양 사회에서 보내는 선물을 동양의 강희제는 이것을 조공으로 오해하고 러시아가 자신의 신하국이 되고 싶어 한다고 생각하였다.
10. ↑  강건성세 이후 후대에 들어 백련교도의 난이 일어나자 팔기군은 이미 제기능을 상실하여 난을 제압할 수 없었다. - 이윤섭, 다시 쓰는 한국근대사, 평단문화사, 2009년 ISBN 89-7343-301-6, 51쪽
11. ↑  현세적인 유교를 숭상한 강희제는 내세를 따지는 기독교의 교리를 좋아하지 않았다.
12. ↑  선교사들은 부유한 궁정에서 설교하는 대신, 청나라의 한족 서민들에게 선교하려 하였으나 현세적인 한족과 만주족 등은 선교에 잘 응하지 않았다.
13. ↑  선교사들은 같은 서양인인 러시아인들에게 청나라의 정보와 중국의 지도 등을 건네주는 간첩 역할을 맡기도 했다고 한다.
14. ↑  강희 50년인 1711년을 대명세는 영력 65년으로 표기하였는데 당시 정통 연호를 쓰지 않는 것은 매우 커다란 중죄였다.
15. ↑  3남 윤지는 강희제의 문화 사업을 총괄하였으나 따로 당파를 만들지 않았고, 윤기, 윤우와 윤도는 정치에 별로 관심이 없었다.
16. ↑  흔히 이 방법은 강희제의 아들인 옹정제가 처음 했다 하나 옹정제는 이 승계 방법의 체계를 완성하였고 사실은 강희제부터 저위비건법을 통한 황위 승계가 시작되었다.
17. ↑  당시 황자들의 황위 다툼으로 정국이 혼란스러웠고 또한 강희제마저 노쇠하여 정사를 돌보기 어려웠으며 편애를 일삼은 강희제를 원망한 윤진이 강희제가 평소에 신임하던 융과다를 매수·사주하여 독살시키고 북경 근방의 풍대병영의 군대를 동원하여 북경의 내성을 폐쇄하고 황궁인 자금성과 이궁인 창춘원을 순식간에 장악하였다는 설이다.
18. ↑  일설에는 강희제가 옹정제는 탐탁치 않게 여겼으나 손자인 건륭제를 아껴 옹정제를 선택했다고도 한다. - 이즁텐, 박주은, 품인록, 에버리치홀딩스, 2007년 ISBN 89-92708-06-8, 365쪽
19. ↑  효장문황후는 강희제가 오배를 제압하는데 결정적인 조력을 하였고 강희제는 평소 "할머니가 없었다면 나도 없다"고 존중하였다. - 바이하이진, 김문주 역, 《여왕의 시대:역사를 움직인 12명의 여왕》,미래의 창, 2008년, ISBN 89-5989-090-1,289
20. ↑  궁녀의 이름이 새겨진 표를 황제에게 바치고 황제가 하룻밤을 보낼 궁녀를 선택하는 제도이다.
21. ↑  사서인 《청사고》에는 강희제가 명나라 공주와 사랑을 나누었다는 내용은 없다.

### 참조
1. 1 2  청사고 본기 권6 聖祖本紀一 : 聖祖合天弘運文武睿哲恭儉寬裕孝敬誠信功德大成仁皇帝，諱玄燁，世祖第三子也。母孝康章皇后佟佳氏，順治十一年三月戊申誕上於景仁宮。
2. ↑  중국사학회(2005), 중국역사박물관 10, 34쪽
3. ↑  Crossley, Pemela Kyle. 《만주족의 역사》. 돌베게. 163쪽. ISBN 9788971995310.
4. ↑  바이하이진, 김문주 역, 《여왕의 시대:역사를 움직인 12명의 여왕》,미래의 창, 2008년, ISBN 89-5989-090-1, 281-282쪽
5. 1 2  천수쥔 (2006년 6월 20일). “청나라 궁정의 비사: 순치제의 출가와 옹정제의 황위 찬탈(揭秘淸宮檔案：順治出家、雍正簒位皆屬戲說 / 解放日報)”. 2011년 5월 27일에 원본 문서 (HTML)에서 보존된 문서. 2008년 9월 23일에 확인함.
6. ↑  김희영, 《이야기 중국사 3》, p.295, 청아출판사, 2006년 ISBN 978-8-93680-345-2
7. ↑  장유유, 허유영 역, 황제 배후의 여인, 에버리치홀딩스, 2007년, ISBN 89-958251-9-7, 347-348쪽
8. ↑  청사고 본기 권6 聖祖本紀一 : 朕子玄燁，佟氏妃所生也，年八歲，岐嶷穎慧，克承宗祧，茲立爲皇太子，即遵典制，持服二十七日，釋服，即皇帝位。特命內大臣索尼、蘇克薩哈、遏必隆、鰲拜爲輔臣，伊等皆勛舊重臣，朕以腹心寄託，其勉天忠盡，保翊沖主，佐理政務。
9. 1 2  염숭년. “청나라 12명의 황제의 진짜 모습(正說淸朝十二帝)” (중국어). 2013년 10월 31일에 원본 문서 (HTML)에서 보존된 문서. 2008년 9월 18일에 확인함.
10. ↑  장진범 주편, 중국법제사, 소나무, 2006년, ISBN 89-7139-548-6, 563쪽
11. ↑  장유유, 허유영 역, 황제 배후의 여인, 에버리치홀딩스, 2007년, ISBN 89-958251-9-7, 348쪽
12. 1 2  바이하이진, 김문주 역, 《여왕의 시대:역사를 움직인 12명의 여왕》,미래의 창, 2008년, ISBN 89-5989-090-1, 288쪽
13. ↑  둥예쥔, 허유영 역, 강희원전-수신제가, 시아출판사, 2004년, ISBN 89-8144-146-4, 22쪽
14. ↑  장유유, 허유영 역, 황제 배후의 여인, 에버리치홀딩스, 2007년, ISBN 89-958251-9-7, 350쪽
15. 1 2  리정, 이은희 역, 제왕과 재상, 미래의 창, 2006년, ISBN 89-5989-049-9, 225-227쪽
16. ↑  둥예쥔, 허유영 역, 강희원전-수신제가, 시아출판사, 2004년, ISBN 89-8144-146-4, 25쪽
17. ↑  둥예쥔, 허유영 역, 강희원전-수신제가, 시아출판사, 2004년, ISBN 89-8144-146-4, 28쪽
18. ↑  이나미 리츠코, 김석희 역, 배신자의 중국사, 작가정신, 2002년 ISBN 89-7288-165-1, 281쪽
19. 1 2  宋慧娟, 〈康煕帝對韓國政策透析 보관됨 2016-06-03 - 웨이백 머신〉, 《社會科學戰線·2005年第6期》·中國古代史硏究
20. ↑  김희영, 《이야기 중국사 3》, 297쪽
21. 1 2  박덕규, 《중국역사이야기 4》, 일송북, 2008년, ISBN 89-5732-077-6, 462-463쪽
22. ↑  김희영, 《이야기 중국사 3》, 298쪽
23. 1 2  조영록 외, 국학자료원, 동양의 역사와 문화, 1998년, ISBN 89-8206-273-4, 204-205쪽
24. 1 2  김희영, 《이야기 중국사 3》, p. 298-301
25. ↑  김희영, 《이야기 중국사 3》, 301-302쪽
26. ↑  이나미 리츠코, 김석희 역, 배신자의 중국사, 작가정신, 2002년 ISBN 89-7288-165-1, 282쪽
27. ↑  박덕규, 《중국역사이야기 4》, 일송북, 2008년, ISBN 89-5732-077-6, 467쪽
28. ↑  둥예쥔, 허유영 역, 강희원전-수신제가, 시아출판사, 2004년, ISBN 89-8144-146-4, 76쪽 - 강희제는 삼번의 난 이전부터 황족의 군사권을 약화시키려는 의도를 갖고 있었다. 삼번의 난 와중에 황족과 패륵이 잘못을 범하면 군법으로 엄히 다스리고 군사권을 빼앗았기 때문에 난이 끝나자 대장군에 임명되었던 8명의 친왕, 군왕, 패륵들 가운데 군사권을 계속 가지고 있었던 사람은 3명에 불과하였다. 결국 강희 37년 군사권을 가지고 있었던 마지막 황족이 사망하자 어전회의에 참석하는 황족은 한 명도 남지 않게 되었다. 이후 《청성조실록》은 이전까지 〈의정왕대신회의〉로 기록하던 어전회의의 이름을 〈의정대신회의〉로 고쳐 적고 있다.
29. ↑  이상각, 화경 숙빈 최씨, 케이엔제이, 2010년, ISBN 89-94080-04-X, 92쪽
30. ↑  이상각, 화경 숙빈 최씨, 케이엔제이, 2010년, ISBN 89-94080-04-X, 64쪽 - 이는 효종 사후에 벌어진 예송 논쟁을 두고 왕의 장례에 신하가 예를 논한다고 비웃은 것이기도 하다.
31. ↑  조선왕조실록 보관됨 2016-01-01 - 웨이백 머신 현종실록 권19 2年(1671 辛亥 / 청 강희(康熙) 10年) 2月 20日(壬寅) 2번째기사 : 汝國百姓貧窮, 不能聊生, 皆將餓死, 此出於臣強之致云, 歸傳此言於國王。
32. ↑  박덕규, 《중국역사이야기 4》, 일송북, 2008년, ISBN 89-5732-077-6, 438쪽
33. ↑  김흥식, 세상의 모든 지식, 서해문집, 2007년 ISBN 89-7483-317-4, 96장 정성공(428-431쪽) - 정씨왕국은 해상을 기반으로 무역을 하여 성장하였으나 그 실상은 해적에 가까운 것이었다. 이들은 일본 남부에서 동중국해에 이르는 넓은 영역에서 활동하였다.
34. ↑  둥예쥔, 허유영 역, 강희원전-수신제가, 시아출판사, 2004년, ISBN 89-8144-146-4, 240-246쪽
35. ↑  강영수, 《신 이야기 중국사 3》, 좋은글, 2001년, ISBN 89-88790-27-8, 281쪽
36. ↑  김흥식, 세상의 모든 지식, 서해문집, 2007년 ISBN 89-7483-317-4, 431쪽
37. ↑  А.М.Пастухов (A.M. Pastukhov) К вопросу о характере укреплений поселков приамурских племен середины XVII века и значении нанайского термина «гасян» 보관됨 2011-10-01 - 웨이백 머신 (Regarding the fortification techniques used in the settlements of the Amur Valley tribes in the mid-17th century, and the meaning of the Nanai word "гасян" (gasyan)) (러시아어)
38. ↑  KBS 역사야 놀자 제작팀, 《역사야 놀자 1 : 조선시대》, 경향미디어, 2009년, ISBN 89-90991-79-X, 189-198쪽
39. 1 2 3  송금영, 러시아의 동북아 진출과 한반도 정책 (1860-1905), 새미, 2004년, ISBN 89-541-0241-7, 27-28쪽
40. ↑  박덕규, 《중국역사이야기 4》, 일송북, 2008년, ISBN 89-5732-077-6, 476쪽
41. ↑  이윤섭, 다시 쓰는 한국 근대사, 평단문화사, 2009년 ISBN 89-7343-301-6, 68-69쪽 - 네르친스크 조약은 만주어, 러시아어, 한문, 라틴어의 네 개 국어로 작성되었으며 중국의 역사에서 이러한 형식을 갖춘 것은 이 조약이 처음이다.
42. ↑  웨난, 심규호/유소영 역, 《열하의 피서산장 1》, 일빛, 2005년, ISBN 89-5645-079-X, 27-28쪽
43. ↑  김후, 활이 바꾼 세계사, 가람기획, 2002년, ISBN 89-8435-114-8, 327-328쪽
44. ↑  중국사학회(2005), 중국역사박물관 10, 32쪽
45. ↑  공원국 (2019년 7월 2일). “[공원국의 세계의 절반, 유목문명사](20)군주가 시대착오에 빠진 나라는 멸망한다, 준가르가 그랬듯이”. 《경향신문》. 2019년 9월 6일에 확인함.
46. ↑  둥예쥔, 허유영 역, 강희원전-수신제가, 시아출판사, 2004년, ISBN 89-8144-146-4, 221-222쪽
47. 1 2  중국사학회(2005), 중국역사박물관 10, 33쪽
48. ↑  둥예쥔, 허유영 역, 강희원전-수신제가, 시아출판사, 2004년, ISBN 89-8144-146-4, 223쪽
49. ↑  김현민 (2019년 8월 20일). “140년만의 귀향…투르후트족의 기구한 사연”. 《아틀라스뉴스》. 2019년 8월 22일에 확인함.
50. ↑  웨난, 심규호/유소영 역, 《열하의 피서산장 1》, 일빛, 2005년, ISBN 89-5645-079-X, 156쪽
51. ↑  조영록 외, 국학자료원, 동양의 역사와 문화, 1998년, ISBN 89-8206-273-4, 150쪽 - 건륭제는 새로 편입된 이 지역을 신강(新疆)으로 명명했다.
52. 1 2  조영록 외, 국학자료원, 동양의 역사와 문화, 1998년, ISBN 89-8206-273-4,206쪽
53. ↑  심종문, 장재서 역, 변성, 황소자리, 2009년, ISBN 89-91508-54-5, 27쪽
54. ↑  에블린 S. 로스키, 제시카 로슨, 《중국, 세 명의 황제》, 왕립 예술 학회, 런던, 2005년, ISBN 1-903973-69-4.
55. ↑  오세영, 《베니스의 개성상인 1》, 장원, 1993년, ISBN 89-5913-319-1
56. 1 2 3  신성곤, 《한국인을 위한 중국사》, 서해문집, 2004년, ISBN 89-7483-210-0.
57. 1 2 3  지롄하이 《강희제를 말한다 - 說康熙》, 상해사서출판사(上海辭書出版社) 2005년
58. ↑  남경태, 《종횡무진 동양사》, 그린비, 1999년, ISBN 89-7682-521-7.
59. ↑  이세민, 《왕도 (역사를 바꾼 중국 황제 10인의 통치 리더십)》, 김윤진 옮김, 국일출판사, 2008년, ISBN 978-89-7425-518-3.
60. ↑  왕징룬, 《중국의 황태자 교육》, 김영사, 이영옥 옮김, 2007년 ISBN 978-89-349-2620-7. 279-280쪽
61. 1 2 3  왕징룬, 《중국의 황태자 교육》, 김영사, 이영옥 옮김, 2007년 ISBN 978-89-349-2620-7.
62. 1 2  진만러우, 《강희제의 교육 방식 - 向康熙學習》, 하남문예출판사(河南文藝出版社), 2008년
63. 1 2 3 4  이중텐, 《품인록》, 에버리치홀딩스, 박주은 옮김, 2007년, ISBN 978-89-92708-06-7.
64. ↑  雍親王皇四子胤禛, 人品貴重, 深蕭朕躬:必能克承大統。著繼朕登基卽皇帝位卽傳位於皇四子胤禛, 即遵典制持服。二十七日釋服，釋布告中外，咸使聞知。
65. ↑  둥예쥔, 허유영 역, 강희원전-수신제가, 시아출판사, 2004년, ISBN 89-8144-146-4, 290-291쪽 강희제는 친정을 시작한 강희 8년 태학을 세우고 공자를 모시는 한편 한족 사대부의 요청에 따라 과거에 팔고문을 채택하였다.
66. ↑  로버트 K. 그린리프 《서번트 리더십 원전》, 참솔, 강주현 옮김, 2006년 ISBN 89-88430-47-6.
67. ↑  청사고 권9 세종본기: (二年) 二月丙午，御制圣谕广训，颁行天下。
68. ↑  동국대학교 불교문화연구원, 동아시아 불교 근대와의 만남, 동국대학교출판부, 2008년, ISBN 89-7801-219-1, 153쪽
69. 1 2  정진홍, 인문의 숲에서 경영을 만나다, 21세기북스, 2007년, ISBN 89-509-1276-7, 31-32쪽
70. ↑  정진홍, 인문의 숲에서 경영을 만나다, 21세기북스, 2007년, ISBN 89-509-1276-7, 40쪽
71. ↑  정광호, 신중국 중국인 이야기, 매일경제신문사, 2008년, ISBN 89-7442-496-7, 267쪽
72. 1 2 3  조아킴 부베, 《선교사들이 본 강희대제 - (老老外眼中的康熙大帝)》, 인민일보출판사(人民日報出版社), 쉬즈민, 루시앙 옮김, 2008년
73. 1 2  웨난, 심규호/유소영 역, 《열하의 피서산장 1》, 일빛, 2005년, ISBN 89-5645-079-X, 28-36쪽
74. 1 2  전국역사모임, 《살아있는 세계사교과서 1》, 휴머니스트, 2005년, ISBN 89-5862-070-6, 292쪽
75. ↑  정진홍, 인문의 숲에서 경영을 만나다, 21세기북스, 2007년, ISBN 89-509-1276-7, 30쪽
76. 1 2  임계순, 《위대한 CEO 강희제》, 월간조선, 2001년 5월호.
77. 1 2  미야자키 이치시다, 《옹정제》, 차혜원 옮김, 이산출판사, 2001년, ISBN 89-87608-18-2
78. ↑  후동 강희왕조 보관됨 2010-11-14 - 웨이백 머신 〈강희왕조〉. 《후동》.
79. ↑  인효황후(仁孝皇后)
80. ↑  보정대신 색니의 손녀이자 색액도의 조카딸.
81. ↑  귀비(貴妃)/황귀비(皇貴妃)
82. ↑  효강장황후의 조카딸이자 강희제의 외사촌.
83. ↑  덕빈(德嬪)/인수황태후(仁壽皇太后)
84. ↑  사후 옹정제에 의해 황후로 추존됨.
85. ↑  귀비(貴妃) → 황고황귀비(皇考皇貴妃) → 황조수기황귀태비(皇祖壽祺皇貴太妃)
86. ↑  효강장황후의 조카이자 효의인황후의 동생.
87. ↑  화빈(和嬪) → 화비(和妃) → 황고화귀비(皇考和貴妃) → 황조온혜귀태비(皇祖溫惠貴太妃) → 황조온혜황귀태비(皇祖溫惠皇貴太妃)
88. ↑  효성인황후의 여동생.
89. ↑  밀빈(密嬪) → 영수궁밀비(寧壽宮密妃) → 황조순의밀태비(皇祖順懿密太妃)
90. ↑  근빈(勤嬪) → 황조순유근태비(皇祖純裕勤太妃)
91. ↑  다라직군왕(多羅直郡王)
92. ↑  강희제 때 군왕직을 박탈당하고, 옹정제 때 패자로 봉함.
93. ↑  황태자(皇太子)/다라이군왕(多羅理郡王)
94. ↑  태자에 폐위된 후에 폐서인으로 살다가, 옹정제 즉위 후 이군왕으로 봉함.
95. ↑  다라성군왕(多羅誠郡王)
96. ↑  다라패륵(多羅貝勒)
97. ↑  다라패륵(多羅貝勒)
98. ↑  다라패륵(多羅貝勒)/다라순군왕(多羅淳郡王)
99. ↑  다라패륵(多羅貝勒)/팔현왕(八賢王)/아기나(阿其那)
100. 1 2 3  옹정제 때 역모 혐의로 인하여 폐서인됨.
101. ↑  고산패자(固山貝子)/새사흑(塞思黑)
102. ↑  다라돈군왕(多羅敦郡王)
103. ↑  고산패자(固山貝子)/다라이군왕(多羅履郡王)
104. ↑  고산패자(固山貝子)/진국공(鎭國公)
105. ↑  옹정제 때 역모 혐의로 인하여 진국공으로 강등됨. 건륭제 때 군왕으로 복원됨.
106. ↑  다라패륵(多羅貝勒)
107. ↑  다라과군왕(多羅果郡王)
108. ↑  고산패자(固山貝子)
109. ↑  고산패자(固山貝子)/다라패륵(多羅貝勒)
110. ↑  고산패자(固山貝子)
111. ↑  진국공(鎭國公)/고산패자(固山貝子)/다라패륵(多羅貝勒)
112. ↑  영헌국공주(榮憲國公主)
113. ↑  화석정온공주(和碩正溫公主)
114. ↑  화석경안공주(和碩敬安公主)
115. ↑  화석온헌공주(和碩溫憲公主)
116. ↑  화석순각공주(和碩純慤公主)
117. ↑  옹우특공주(翁牛特公主)
118. ↑  화석순신공주(和碩純愼公主)
119. ↑  공친왕(恭親王) 창닝(常寧)의 장녀.
120. ↑  강희제의 손녀

## 참고 자료
한국어 자료
- 조너선 D. 스펜스, 《현대 중국을 찾아서 1》, 이산출판사, 김희교 옮김, 1999년 ISBN 89-87608-07-7
- 조너선 D. 스펜스, 《강희제》, 이산출판사, 이준갑 옮김, 2001년 ISBN 89-87608-17-4
- 조관희, 《한권으로 정리한 이야기 중국사》, 청아출판사, 2003년 ISBN 89-368-0100-7
- 등예쥔, 《수신제가 (강희 원전)》, 시아출판사, 허유영 옮김, 2004년, ISBN 89-8144-146-4
- 중국사학회, 《중국역사박물관 10》, 범우사, 강영매 옮김, 2005년, ISBN 89-08-04308-X
- 김희영, 《이야기 중국사 3》, 청아출판사, 2006년 ISBN 89-368-0347-6
- 정진홍, 《인문의 숲에서 경영을 만나다》, 21세기북스, 2007년 ISBN 978-89-509-1276-5

중국어 자료
- 《청사고》(淸史稿) - 〈성조인황제실록〉(聖祖仁皇帝實錄)
- 《청사고》(淸史稿) - 〈세조장황제실록〉(世祖章皇帝實錄)
- 閻崇年 《康熙大帝》(中華書局)
- 劉波濤 《企業家傳記：大淸CEO康熙回憶錄》(南海出版公司)
- 張姸 《大淸朝一代英主：原來康熙》(重慶出版社)